# يوسف وهبي
يوسُفُ عبد الله هديب وهبي قطب الشهير باسم يوسف وهبي (17 يوليو 1898 - 17 أكتوبر 1982)، ممثل ومؤلف ومنتج ومخرج مسرحي وسينمائي مصري، يعتبر أحد الرُوَّاد الأوائل في مجالي السينما والمسرح في مصر والوطن العربي.

## مولده ونشأته

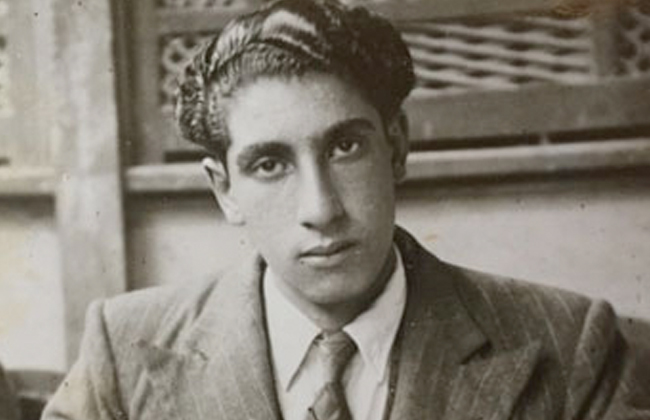
يوسف وهبي في شبابه قبل الاتجاه إلى التمثيل.

يوسف وهبي (في الدائرة السوداء) مع طلاب المدرسة السعيدية الثانوية بالجيزة 1912م، وكان عمره آنذاك 14 عامًا.

ولد في مدينة الفيوم على شاطئ بحر يوسف وسُمي تيمناً باسمه، وكان والده (عبد الله باشا وهبي) يعمل مفتشًا للري بالفيوم، وكان يقطن منزلاً يقع على شاطئ بحر يوسف (بجوار شارع بحر ترسا الآن).
بدأ تعليمه في كُتَّاب العسيلي بمدينة الفيوم، وكان أعلى مسجد العسيلي قبل تجديده بشارع الحرية أمام «كوبري الشيخ سالم» بمدينة الفيوم، وتلقى يوسف وهبي تعليمه بالمدرسة السعيدية بالجيزة ثم بالمدرسة الزراعية بمشتهر، ولا يزال تراث والده موجودًا في الفيوم إذ أنه هو الذي قام بحفر (ترعة عبد الله وهبى) بالفيوم، والتي حوّلت آلاف الأفدنة من الأراضي الصحراوية إلى أراضي زراعية، كما أنشأ المسجد المعروف باسم (مسجد عبد الله بك) المطل على كوبري مرزبان بمدينة الفيوم، والذي كان يعتبر أكبر مسجد بالفيوم حتى وقت قريب. عمل يوسف مصارعًا في (سيرك الحاج سليمان) حيث تدرب على يد بطل الشرق في المصارعة آنذاك المصارع عبد الحليم المصري.

## مسيرته الفنية

### بدايته
شغف يوسف وهبي بالتمثيل لأول مرة في حياته عندما شاهد فرقة الفنان اللبناني سليم القرداحى في سوهاج، وبدأ هوايته بإلقاء المونولوجات وأداء التمثيليات بالنادى الأهلى والمدرسة.
سافر إلى إيطاليا بعد الحرب العالمية الأولى بإغراء من صديقه القديم محمد كريم، وتتلمذ على يد الممثل الإيطالى كيانتونى، وعاد إلى مصر سنة 1921 بعد وفاة والده، حيث حصل على ميراثه عشرة آلاف جنيه ذهبي بالتساوي مع إخوانه الأربعة، ثم انضم للعمل في فرقتي حسن فايق وعزيز عيد كبداية لحياته الفنية على سبيل الهواية وليس الاحتراف ولكن واجهت هذه الفِرَق المسرحية العديد من المشاكل المالية لذلك ذهب عزيز عيد مع مختار عثمان إلى يوسف وهبي في إيطاليا كمحاولة لإقناعه بالعودة إلى مصر ومتابعة المشروع الفني الذي يسعون من أجله وكان يوسف وهبي الممول الأول لهذا المشروع حيث أنه بواسطة المال الذي ورثه كان وهبي يهدف إلى ما اعتقده تخليص المسرح من الهاوية التي رآها قد نتجت من الشعرِ الراقص لنجيب الريحاني وعلي الكسار فأنشأ شركة مسرح باسم فرقة رمسيس في نهاية عشرينيات القرن الماضي.

### تأسيس فرقة رمسيس ونجاحها

عزيز عيد بعد أن تقدمت به السنون.

أسس يوسف وهبي فرقة رمسيس المسرحية مع عدد من الممثلين الكبار مثل عزيز عيد ومختار عثمان وحسين رياض، وأحمد علام، وفتوح نشاطي، وزينب صدقي، وأمينة رزق، فاطمة رشدي، وعلوية جميل، واُفتُتِح مسرح رمسيس في 10 مارس 1923.
وبدأت الفرقة بمسرحية المجنون كباكورة لأعمالها المسرحية حيث عُرضت على مسرح راديو عام 1923 وكانت معظم مسرحياتها في بداياتها مترجمة عن أعمال عالمية لشكسبير وموليير وإبسن، ويعتقد البعض أن يوسف وهبي هو الذي أدخل فكرة الموسيقى التصويرية قبل رفع الستار التي لم تكن معروفة إلا في أكبر المسارح في العالم، وقدمت الفرقة بعد ذلك عددًا كبيرًا وصل إلى أكثر من 300 من المسرحيات المؤلفة والمقتبسة باللغة العربية أو بلغات أخرى منها الفرنسية، ونقلت العديد من مسرحيات الفرقة إلى السينما مثل: كرسي الاعتراف، راسبوتين، المائدة الخضراء، بنات الشوارع، أولاد الفقراء، وبيومي أفندي، واتسمت معظم مسرحيات الفرقة بالميلودراما مما جعلها مختلفة عن المسرحيات في ذلك الوقت التي قدمها الفنانون أمثال نجيب الريحاني وعلي الكسار وغيرهم والتي كانت تحمل الطابع الكوميدي الراقص أو الساخر أو المسرحيات الغنائية، كما كانت المسرحيات التي تُقدم على مسرح رمسيس من روائع الأدب الفرنسي والإيطالي والإنجليزي مخالفةً بذلك ما كان يقدم من مسرحيات ومن هذه المسرحيات: خليفة الصياد، وهارون الرشيد، ووصلاح الدين الأيوبي، وصدق الإخاء، وأصدقاء السوء.
اهتم يوسف وهبي بتوعية جمهور المسرح، وتغيير الاهتمام بالمسرح الهازل إلى الاهتمام بالفن والمسرح الجاد، وقد منع التدخين في قاعات العرض، وعمل على احترام مواعيد رفع الستار، ووضع إتيكيتًا للممثل، متمثلًا في الحفاظ على المواعيد، والالتزام بالنص، وتنفيذ تعليمات المخرج، وهو ما دفع الحكومة لتكليفه عام 1933م بتشكيل فرقتها المسرحية التي كانت نواة المسرح القومي فيما بعد، كما عمد يوسف وهبي بجانب تمثيله الأدوار الرئيسة في مسرحياته إلى التأليف والإخراج، فإجمالًا قام يوسف وهبي بتمثيل 302 من المسرحيات العالمية، وأخرج منها 185 مسرحية، وقام بتأليف 60 مسرحية، وكان يهدف من وراء أعماله إلى نشر الوعي الاجتماعي ونقد عيوب المجتمع؛ حيث عرض مشكلات مثل: الزواج من أجنبيات، وأطفال الشوارع، وأبناء الخطيئة، والصراع بين الضمير والعاطفة، كذلك عمد إلى محاربة الاستعمار والفساد.

### أزمة فيلم النبي محمد 1928م
في ذروة تألقه، تعرض لأزمة كادت أن تعصف بنجاحه الفني، حيث نشرت إحدى المجلات الإيرانية سنة 1928 أن شركة سينماتوغراف الفرنسية جاءت إلى مصر، واتفقت مع عميد المسرح العربي على تمثيل فيلم النبي محمد، واشترطت أن ينتقل مع بعض أفراد فرقته إلى باريس، وأن الفيلم من إنتاج تركي، وحضر المنتج إلى القاهرة وبصحبته المخرج توجو مزراحي، وبعد المقابلة أخذ وهبي يستعد لأداء دوره وصنع لنفسه صُوَرًا فوتوغرافية للشكل الذي سيظهر عليه في الفيلم، وهي صورة لا تختلف عن صورة راسبوتين، لتفتح عليه أبواب جهنم من كل حدب وصوب، وشُنَّت حملة شرسة ضده، وأرسل شيخ الأزهر خطابًا إلى وزارة الداخلية في اليوم التالي مباشرة يطالبها فيه بالتحقيق في الأمر ومنع هذا المشخصاتي من القيام بالدور حتى لو اقتضى الأمر منعه من السفر بالقوة وإيداعه السجن، كما طالب أن تخاطب حكومة باريس بواسطة السفارة المصرية هناك لمصادرة هذه الرواية، واستدعت الداخلية يوسف وهبي وحققت معه وأرسلت ردًّا للأزهر تقول فيه إن يوسف وهبي سيعتذر في الصحف عن قبوله هذا الدور تحت ضغط شعبي وتحت تهديد الملك فؤاد بسحب جنسيته المصرية منه.بسبب هذه الأزمة تأخر دخول يوسف وهبي عالم السينما.

### بداية دخوله عالم السينما (1930-1939)م

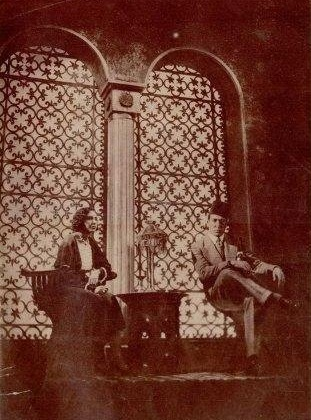
يوسف وهبي مع أمينة رزق في مشهد من فيلم أولاد الذوات أول فيلم مصري عربي ناطق.

في عام 1930 وبالتعاون مع محمد كريم أنشأ وهبي شركة سينمائية باسم رمسيس فيلم التي بدأت أعمالها بفيلم زينب سنة 1930، والذي كان من إنتاجه وإخراج محمد كريم، وفي عام 1932 أنتج أولاد الذوات الذي كان أول فيلم عربي ناطق وكان الفيلم مقتبسًا عن إحدى مسرحياته الناجحة، حيث قام بكتابة النص وقام ببطولة الفيلم، كما قام محمد كريم أيضا بإخراجه، ثم كتب فيلمه الدفاع سنة 1935، ليخرجه هذه المرة بنفسه بالتعاون من المخرج نيازي مصطفى حتى بلغ به التكامل الفني إلى تلحين أغاني هذا الفيلم. ثم في عام 1937 قدم فيلمه الثالث المجد الخالد وهذه المرة كان هو الكاتب والبطل والمخرج، ثم قدم فيلم ساعة التنفيذ 1938 من بطولته وتأليفه وإخراجه وبذلك قدم يوسف وهبي مجموعة من أوائل أفلام السينما المصرية فكان عدد الممثلين السينمائيين قليل وكانت الأفلام غالبًا ما تكون من بطولة يوسف وهبي أو نجيب الريحاني أو علي الكسار في فترة الثلاثينيات.
بعد ذلك بدأ يوسف وهبي في تقديم ثنائي ناجح مع المطربة والممثلة الشابَّة في ذلك الوقت ليلي مراد حيث شارك معها في ثلاث أفلام متتالية هي ليلة ممطرة 1939، ليلى بنت الريف 1941، وليلى بنت المدارس 1941، وكانت هذه الأفلام من إخراج توجو مزراحي.
كما لم يشغل يوسف وهبي دخوله عالم السينما عن استكمال مشواره المسرحي حيث قدم في عام 1939م ست مسرحيات وهي: ناكر ونكير، الشبح، العدو الحبيب، ابن الفلاح، يد الله، ألف ضحكة وضحكة.

### مرحلة السطوع السينمائي (1943-1947)م
كانت مرحلة السطوع السينمائي ليوسف وهبي عندما بدأ في الالتفات إلى السينما ومواصلة رسالته الهادفة المتمثلة في نقاش القضايا الاجتماعية ونقد عيوب المجتمع والسعي نحو حلها حيث قدم وهبي في هذه الفترة مجموعة من أهم وأعظم أفلامه الخالدة.

بدأت هذه المرحلة بفيلم الطريق المستقيم من تأليف يوسف وهبي وتوجو مزراحي ومن إخراج توجو مزراحي، وشارك في بطولة هذا الفيلم أمينة رزق التي كونت مع يوسف وهبي أشهر ثنائي درامي على الإطلاق حيث قدمت معه حوالي 11 فيلمًا، كما شاركت في فيلم الطريق المستقيم الفنانة فاطمة رشدي، وبشارة واكيم، ومحمود المليجي، حتى أنَّ إسماعيل ياسين أسطورة الكوميديا ظهر في مشهد قصير في الفيلم كرجل مخمور وكان هذا من أوائل مشاركاته في السينما، ودارت أحداث الفيلم حول رجل طيب يحب أسرته ويتفانى في رعايتهم، ويمضي حياته في طريق مستقيم، تعترضه امرأة توقعه في حبائلها فتغير من أحواله وينشغل بها عن أسرته، ويهمل في عمله فتنقلب حياته، ينتهى به الأمر إلى قتل هذة المرأة التي قضت عليه وخانته، ثم يهاجر إلى سيناء حيث يعيش هناك بضع سنوات، وعندما يعود إلى أسرته يجد الأبناء قد صاروا كبارًا ومتزوجين، ورغم أن زوجته تتعرف عليه، إلا أنه يموت برصاص الشرطة دون أن يعرف الأبناء حقيقته؛ لأنه أراد أن يترك لديهم انطباعًا جيدًا عن أبيهم ولم يُرِد أن يعلموا أنه صار مجرمًا، وبذلك ناقش الفيلم قضية اجتماعية هامَّة وهي الانشغال بالنساء واللهو والملذَّات عن الحياة الأسرية والانحراف عن الطريق المستقيم.

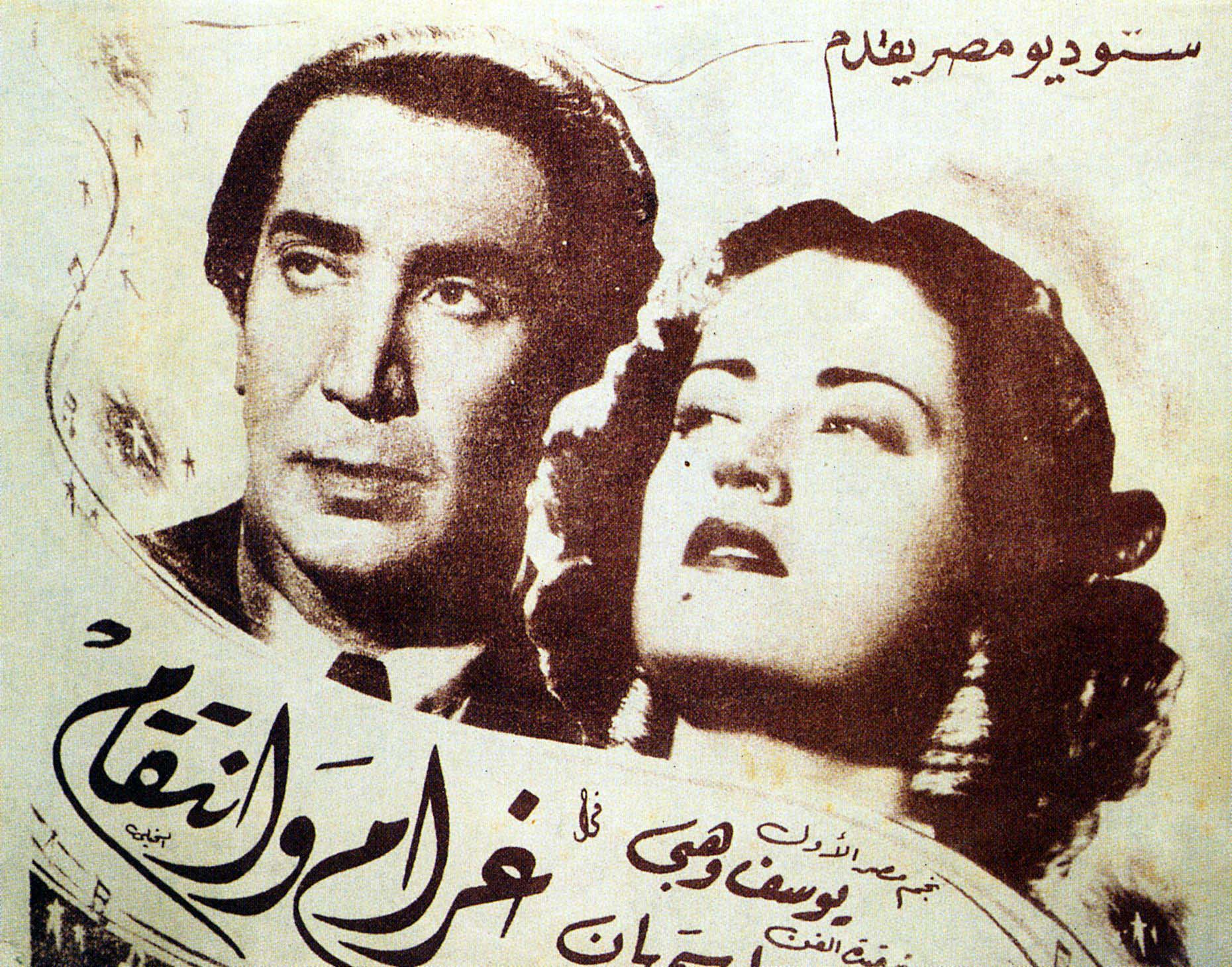
ملصق فيلم غرام وانتقام

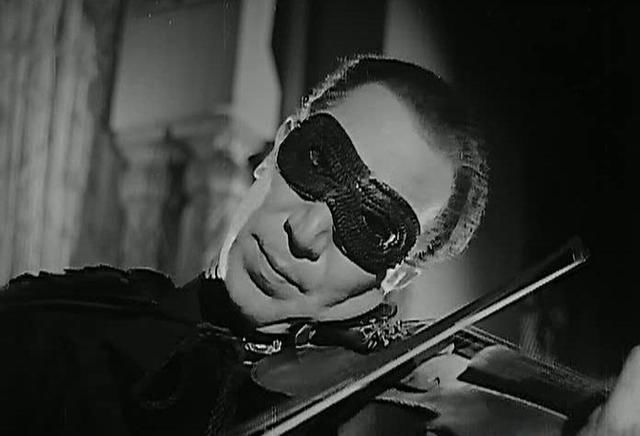
يوسف وهبي في مشهد من فيلم غرام وانتقام الذي أدى فيه دور مُلحِّن مشهور.

قدم يوسف وهبي فيلم غرام وانتقام عام 1944، وكان من إخراجه وتأليفه، ويعتبر الفيلم من أعظم وأهم أفلام يوسف وهبي والسينما المصرية عمومًا، كما يتميز الفيلم بمشاركة نجمة الغناء أسمهان فيه بجانب أنور وجدي، وبشارة واكيم، ومحمود المليجي، وفاخر فاخر وغيرهم وتدور قصة الفيلم حول سهير سلطان (أسمهان) مطربة شهيرة، تقرر اعتزال الفن من أجل الزواج من حبيبها وحيد عزت، ولكن لسوء الحظ يموت وحيد برصاصة قاتلة قبيل حفل زفافه على سهير، ويتناهى إلى علم سهير فيما بعد أن الموسيقار جمال حمدي (يوسف وهبي) هو المشتبه الرئيسي في ارتكاب الجريمة، ولكن بسبب عدم وجود أدلة كافية لإدانته، تقرر أن تتقرب منه وتمثل عليه الحب لكي تصل بنفسها إلى الحقيقة، فيحبها ويعترف لها بأنه قتله بسبب خيانته لثقته فيه والتغرير بأخته، وعند مشاهدة الملك فاروق لأول عرض للفيلم بسينما ريفولي بالقاهرة أُعجب به وقرر منح يوسف وهبي رتبة البكوية.
وفي عام 1944م أيضًا قدَّم وهبي فيلم سيف الجلَّاد من إخراجه وتأليفه وبطولته بالاشتراك مع الفنانين عقيلة راتب، بشارة واكيم، محمود المليجي، محمد فوزي، وعلوية جميل، وتدور أحداث الفيلم حول خالد الكيميائي الذي نبغ نبوغًا فائق الحد في معمله وكانت له صيدلية، أخيرًا هبط عليه أحد أقاربه الذي اقتنى ثروة كبيرة بالبرازيل، يتفق مع خالد في عمل مشروعات تدر عليهم الربح إلا أن الشيطان لعب في رأس خالد فأذاب سمًّا لقريبه فمات لساعته، أخذ يسعد هو بالمال الحرام وأصبح صاحب معامل وصيت وشهرة، كانت له علاقة ببنت من بنات الهوى، وأخيرًا طلبت مصلحة التنظيم شراء الفيلا التي كان يقتنيها قبل انتقاله للقصر الجديد. فذهب متخفيًا يريد حرق جثة قريبه المدفون تحت الفيلا حتى لا يفتضح أمره عند هدمها وكانت زوجته تقتفي أثره، فلما قام بحرق الجثة أغلق الأبواب وذهب لقصره بينما بقيت زوجته في الفيلا ولم تستطع الخروج فكان مصيرها الموت، ثم يتم القبض على خالد ويستيقظ ضميره ويعرف أن العدالة الإلهية لا تغفل، فاعترف بكل ما اقترفت يداه ونال جزاءه.هكذا ناقش يوسف وهبي قضية أخرى هي قضية تأنيب الضمير عند ارتكاب الأخطاء والعودة إلى الطريق القويم.

ثُمَّ قدَّم وهبي فيلمه الثالث في عام 1944م وهو فيلم ابن الحدَّاد من إخراجه وتأليفه، وبطولته بالاشتراك مع مديحة يسري وفؤاد شفيق وعلوية جميل ومحمود المليجي، ويُعَدُّ الفيلم أحد أهم أفلام يوسف وهبي والذي ناقش فيه قضية المجتمع الأولى وقتها وهي التفرقة الطبقية من حيث الحسب والنسب والمستوى المالي حيث وضح الفيلم أن البشر جميعًا سواء على اختلاف طبقاتهم ومستوياتهم، وتدور أحداث الفيلم حول طه ابن لعامل بسيط، لكن هذا العامل اهتم بتربيته حتى صار مهندسًا ومالكًا للعديد من المصانع. تزوج طه من ابنة أحد الباشاوات، ويتكشف له بعد زواجه منها مدى استهتارها الشديد وعدم اهتمامها بزوجها أو حتى ابنها، وغرقها الشديد في حياة اللهو، وبعد ذلك أقنع طه زوجته وأهلها بأنه خسر جميع أمواله، لينتقل هو وزوجته وابنته للعيش في إحدى المناطق الشعبية، فتعتاد زوجته تدريجيًّا على هذه الحياة ويعيشان بسعادة، ثم يفلس والدا زوجته فيعترف لهم بالحقيقة وأنه لم يخسر أمواله ولكنه أراد أن يعلم زوجته درسًا في الحياة. 

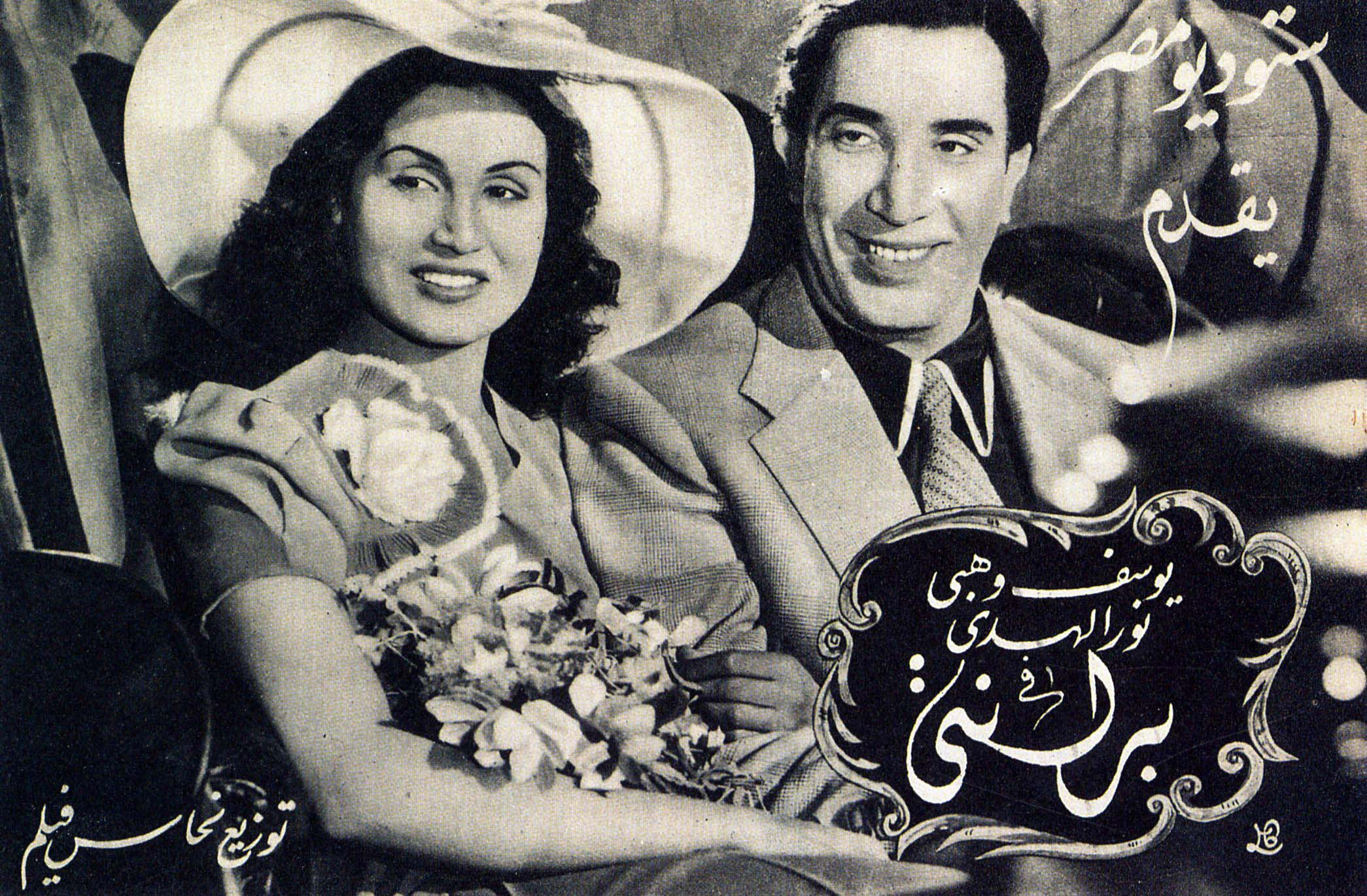
ملصق فيلم برلنتي

وكان عام 1944م من أزهى أعوام يوسف وهبي فنِّيًّا فقدَّم رابع أفلامه فيلم برلنتي من إخراجه وتأليفه وبطولته، وشاركته في بطولة الفيلم المطربة اللبنانية نور الهدى في ثاني أفلامها بعد فيلم جوهرة 1943م مع يوسف وهبي أيضًا، ويُحسب ليوسف وهبي أنه أول من اكتشفها كممثلة وساهم في دخولها عالم السينما، كما شارك في بطولة فيلم برلنتي أمينة رزق وفؤاد شفيق وعلوية جميل ومحمود المليجي، وتحكي قصة الفيلم أنه عقب موت والد الفتاة برلنتي تضيق بها سُبُل الحياة بعد وتسقط أمها مريضة فتضطر برلنتي للعمل كمطربة حتى تتمكن من علاجها، ثم يتزوجها المحامي سامي، ومع توالي الأحداث ترى برلنتي أنها تقف في سبيل نجاح سامي، فتضحي بسمعتها حتى يهجرها فيصدق ذلك فيطردها ويتزوج من الفتاة سميحة ومع تطور الأحداث تُتَّهم برلنتي بالقتل، لكنَّ سامي يكتشف أن زوجته سميحة هي القاتلة، وتبرئ المحكمة برلنتي وتحكم على سميحة التي تصاب بصدمة فتموت على إثرها ويعود سامي إلى برلنتي مرة أخرى ليستأنفا حياتهما.

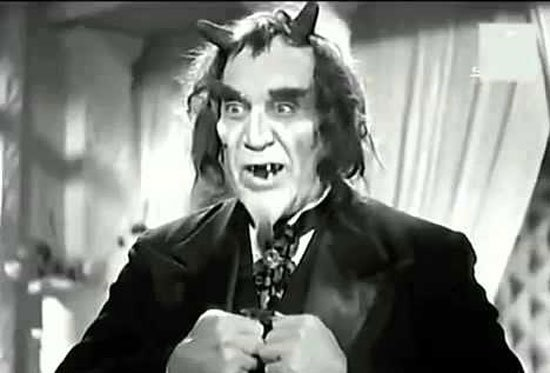
يوسف وهبي أثناء تأدية دور الشيطان في فيلم سفير جهنم.

في عام 1945م قدم يوسف وهبي واحدًا من أكثر أفلامه تميُّزًا وشهرةً وهو فيلم سفير جهنم من تأليفه وإخراجه وبطولته بالاشتراك مع فؤاد شفيق وفردوس محمد وليلي فوزي، وفي هذا الفيلم أدَّى يوسف وهبي دورًا مميَّزًا وهو دور الشيطان، حيث تدور قصَّة الفيلم حول عبد الخلًاق جل فقير معدم طاعن في السن وكذا زوجته وله ابن وابنة. يختار الشيطان هذه الأسرة ليثبت مدى سيطرته على البشر فيعرض عليهما الشباب والمال، فيستسلم الرجل وزوجته لغوايته فيعودان إلى سن وحيوية الشباب، ثم ينصرف الزوج إلى كل أشكال العربدة التي تطولها يداه كما تواعد الزوجة الشبان وتحيا حياة الرذيلة وينصرف الابن إلى عالم الشر إلى أن يتورط بغواية الشيطان له في جريمة قتل، وتعلم البنت أن المال هو كل شيء فتتزوج من رجل ثري، لينتصر الشيطان في استقطاب سكان جدد إلى جهنم، ثم تحلُّ عليهما المصائب ويخسرا مالهما، ثم يستيقظ أفراد الأسرة من النوم فيكتشفون أنهم جميعًا رأوا نفس الحلم المرعب، فيقسمون بعدم الشكوى من أحوالهم مجددًا لأنَّ حالهم أفضل ممَّا رأوه في الحلم. 

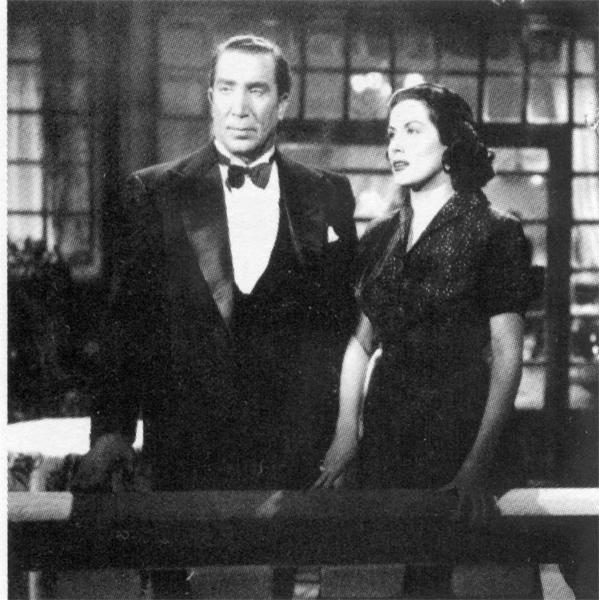
يوسف وهبي مع ليلي مراد في أحد أفلامهما.

وقدم يوسف وهبي عام 1945م فيلمين هما: فيلم بنات الريف مع فاطمة رشدي، زوزو ماضي، محمود المليجي، وسراج منير، وفيلم الفنَّان العظيم من تأليفه وإخراجه وبطولته بالاشتراك مع مديحة يسري، وسراج منير، ومحمود المليجي، وفاخر فاخر، وبشارة واكيم.
وفي عام 1946م بدأ يوسف وهبي تعاونه مع الفنانة فاتن حمامة التي قدمت معه بعد ذلك واحدًا من أعظم ثنائيَّات السينما المصرية، حيث قدم وهبي فيلم ملاك الرحمة 1946م من تأليفه وإخراجه وبطولته بالاشتراك مع فاتن حمامة، وراقية إبراهيم، وسراج منير، وبشارة واكيم، زوزو شكيب، كما شهد الفيلم أول ظهور للفنَّان الشهير فريد شوقي.
وفي نفس العام 1946م قدم يوسف وهبي فيلم شمعة تحترق من تأليفه وإخراجه، وتميَّز الفيلم بأنه أول تعاون بين يوسف وهبي والفنانة عزيزة أمير وكذلك أول فيلم له مع المطربة الصاعدة في ذلك الوقت صباح، كما شارك في الفيلم أحمد علام_زميل يوسف وهبي في فرقة رمسيس_وفردوس محمد، وسراج منير.
ثم قدم ثالث أفلامه في عام 1946م وهو فيلم يد الله من تأليف وإخراج وبطولة يوسف وهبي بالاشتراك مع أمينة رزق، وعلوية جميل، وسراج منير، ومحمود المليجي، زوزو حمدي الحكيم.
في عام 1947م عاد يوسف وهبي للتعاون مع ليلي مراد حيث قدم معها فيلمين، أولهما هو فيلم شادية الوادي من تأليف وإخراج يوسف وهبي وبطولته مع ليلي مراد، وحسن فايق، وأحمد علَّام، وعبد السلام النابلسي، والمطرب كارم محمود، وإستيفان روستي، وحسن البارودي، وشفيق نور الدين.والفيلم الثاني كان فيلم ضربة القدر من إخراج يوسف وهبي وكان مقتبسًا من رواية الكاتب الفرنسي إميل زولا، وسيناريو وحوار يوسف وهبي، وبطولته مع ليلي مراد، ويحيى شاهين، ومختار عثمان، ولولا صدقي، زوزو ماضي، وسراج منير.

### مرحلة النضوج الفنِّيِّ والجمع بين السينما والمسرح (1948-1953)م

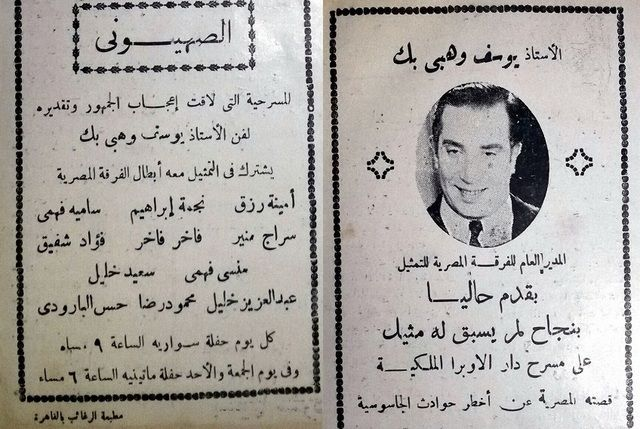
إعلان عن مسرحية الصهيوني 1948م يشمل أبطالها ومواعيد عرضها على مسرح دار الأوبرا الملكية.

في هذه المرحلة انتقل يوسف وهبي إلى مستوى آخر فصار يجسد شخصيات أكبر سنًّا وأكثر نضوجًا وحكمةً في الغالب فيجسد شخصية الأب أو الشخص الأربعيني أو الخمسيني الناضج وقدم في هذه الفترة مجموعة من الأعمال المميزة والهادفة للارتفاع بالمستوى الثقافي والاجتماعي، كما عاد في هذه المرحلة إلى الاهتمام بالمسرح والجمع بين الأفلام والمسرحيات في ظلِّ الإطار الميلودرامي.
بدأ يوسف وهبي عام 1948م بتقديم مسرحية الصهيوني مع أمينة رزق، فؤاد شفيق، فاخر فاخر، نجمة إبراهيم، حسن البارودي، سراج منير، وقُدِّمت المسرحية على مسرح دار الأوبرا الملكية، وكانت تدور قصتها حول حوادث جاسوسية.
وفي نفس العام قدم يوسف وهبي فيلم رجل لا ينام من تأليفه وإخراجه وبطولته بالاشتراك مع مديحة يسري وفريد شوقي ونجمة إبراهيم وأحمد علَّام، وكانت تدور قصَّة الفيلم حول الطبيب منير صابر (يوسف وهبي) رجل ملتزم ومثالي في عمله ويكرس كل وقته في عيادته ومحاضراته للطلبة متزوج من امرأة مشاكسة غيورة ومريضة بالقلب (نجمة إبراهيم)، يلتقي في القطار أثناء سفره بالغانية خمرية (مديحة يسري) وصديقتها (نيللي مظلوم) وتنشأ علاقة بينهم فيقوم بعلاجها حيث تعاني من تدهور الكبد نتيجة شرب الخمور بالملهى الذي تعمل به، ويقع الدكتور منير في حبها وتستغل خمرية الفرصة حتي تستنزف أمواله وتقدمها لعشيقها المجرم جلال (فريد شوقي)، وتكتشف زوجته ضياع الأسهم التي كانت تدخرها بالبورصة والتي صرفها علي خمرية فتتشاجر معه وتموت من الصدمة، ثم يطلب منير الزواج من خمرية ولكنها تصده وتهينه بعد أن تسببت في إفلاسه تمامًا فيفكر في الانتقام منها ويحاول قتلها ولكنها تموت علي يد جلال اعتقادًا منه بأنها غدرت به وأرشدت عنه البوليس، ويعتقد منير أنه قتلها وأن جلال اتهم ظلمًا فيحاول إنقاذه من حبل المشنقة ولكنه يفشل ويكتشف أنه لم يقتلها بعد أن اعترف جلال بالحقيقة، فيعود مرة أخرى إلي التزامه ومثاليته بعد أن أراح ضميره.وبهذا مزج هذا الفيلم بين رسالتين هادفتين هما عدم الانحراف عن الطريق المستقيم والانسياق وراء النساء والمُتَع والملذَّات كما كانت رسالة فيلم الطريق المستقيم، والرسالة الأخرى هي أن سعادة الإنسان في راحة الضمير والاعتراف بالذنب لإنقاذ الآخرين كما كان هدف فيلم سيف الجلَّاد.بذلك نجد أن أعمال يوسف وهبي الفنِّيَّة مترابطة ومشتركة في أهدافها السامية الهادفة إلى الارتفاع بالمستوى الثقافي والحضاري والأخلاقي للمجتمع.
واصل يوسف وهبي مسيرته عام 1948م فقدم مسرحية المليونير من إخراجه وبطولته بالاشتراك مع أمينة رزق وسامية فهمي وفؤاد شفيق.وفي عام 1949م شارك في مسرحية أخرى وهي مسرحية شلومي، وقدمها على مسرح النهضة.
وفي 1949م أيضًا قدم يوسف وهبي الفيلم المصري الإيطالي أمينة من إخراج المخرج الإيطالي جيوفريدو إليساندريني ومن تأليفه بالاشتراك مع يوسف وهبي ومن بطولة يوسف وهبي والممثلة الإيطالية ذات الأصل الروسي آسيا نوريس ورشدي أباظة وسراج منير وحسن البارودي.

وفي نفس العام قدم فيلم كرسي الاعتراف الذي قدمه كمسرحية قبل ذلك وكان الفيلم من إخراجه وتأليف مشترك بينه وبين محمد أسعد لطفي ومن بطولة يوسف وهبي وفاتن حمامة وفاخر فاخر وسراج منير وعبد العليم خطَّاب، حيث يقع الكاردينال جيوفاني (يوسف وهبي) في موقف أخلاقي صعب، وذلك حين يعترف له (أستزونزي) بأنه قد قام بارتكاب جريمة قتل، وبعد اختفاء (أستزونزي) تُلْقَى التهمة على عاتق (جوليانو) شقيق المتهم الحقيقي، ويقع الكاردينال في حيرة كبرى بين واجبه الديني الذي يحتم عليه عدم الإفشاء بما اعترف به (أستزونزي)، وبين ضميره الإنساني الذي يملي عليه أن يشهد من أجل تبرئة ساحة شقيقه المتهم ظلمًا.

يوسف وهبي في كواليس فيلم "غزل البنات"، مع بعض أفراد طاقم التمثيل، من اليمين إلى اليسار: ليلى مُراد، أنور وجدي (واقفًا)، يُوسُف بك وهبي، مُحمَّد عبد الوهَّاب، ونجيب الريحاني.

وكان ثالث أفلامه في 1949م هو فيلم غزل البنات الذي يُعتبر واحدًا من أشهر وأهم الأفلام في تاريخ السينما المصرية، وكان الفيلم من إخراج وتأليف أنور وجدي وشارك في كتابة الحوار الفنَّان نجيب الريحاني، وشارك في الفيلم مجموعة من عمالقة التمثيل في مصر والوطن العربي مثل نجيب الريحاني وليلي مراد وأنور وجدي ويوسف وهبي وسليمان نجيب ومحمود المليجي وفردوس محمد وعبد الوارث عسر وإستيفان روستي وظهور الموسيقار والمطرب محمد عبد الوهَّاب حتى أن المطرب اللبناني الكبير وديع الصافي ظهر في دور بسيط كعازف ناي في إحدى أغاني الفيلم، وشهد الفيلم ظهور بعض الممثلين الكبار في بدايتهم مثل فريد شوقي وزينات صدقي وظهرت الفنانة نبيلة السيد كتلميذة صغيرة في المدرسة، كما ظهرت الفنانة الشهيرة هند رستم ككومبارس صامت في الفيلم، وكان ظهور يوسف وهبي في الفيلم ظهورًا مميزًا حيث ظهر كضيف شرف لعِدَّة دقائق بشخصيته الحقيقية شخصية يوسف بك وهبي الممثل السينمائي حيث أن أحداث الفيلم جعلت الأستاذ حمام (نجيب الريحاني) وتلميذته ليلي (ليلي مراد) يدخلان منزل يوسف وهبي عن طريق الخطأ فيظنُّ الخادم أنهما لِصَّان ولكن سيده يأمره بتركهما ثم يتجاذب معهما أطراف الحديث ويحدثهما عن روايته الجديدة وهدفها هو تضحية الحبيب من أجل سعادة حبيبه، ثم يعرض عليهما سماع أغنية محمد عبد الوهَّاب التي كان يغنِّيها في منزل وهبي، ثم يبكي الأستاذ حمام فيخبر يوسف وهبي الفتاة بأن أستاذها يحبَّها لذا كان دوره محوريًّا في الفيلم ثم يختم ظهوره المميز بكلمته الشهيرة : "ما الدنيا إلا مسرح كبير".
ثم قدم يوسف وهبي في نفس العام مسرحية اللص من إخراج الفنان الكبير زكي طليمات، وتأليف الكاتب الكبير توفيق الحكيم، وبطولة يوسف وهبي وإحسان شريف وزوزو حمدي الحكيم وفاخر فاخر وفريد شوقي، وفي هذه المسرحية أدَّى وهبي دور الرجل الشرير الفاسد الذي لم يؤدِّه كثيرًا في حياته الفنية حيث أنه في مسرحية اللص يتحرش محمود باشا (يوسف وهبى) بخيرية (زوزو حمدى الحكيم) ابنة زوجته (إحسان شريف) ويغازلها ويراودها عن نفسها في حجرتها ولكنها تصده برقة خوفًا من معرفة أمها بنواياه، وبعد خروجه تكتشف أن وراء الستار لصًّا، وقبل أن تصرخ خيرية يستسمحها أن تتستر عليه ويخبرها بقصته فاسمه حامد (فاخر فاخر) وكان يعمل باجتهاد في مكتبة وكسب صاحبها من وراءه الكثير ثم طرده، فأراد أن يتخلى عن المبادئ والمُثُل ويسرق حتى يتمكن من افتتاح عمل خاصٍّ به، ولما أحس بتعاطفها معه سألها عمَّا سمعه ورآه من الباشا معها، فقصَّت عليه قصتها، ووعدها بعدم التخلى عن الأخلاق وبذل الجهد ولمَّا سمع صوت الباشا يقترب حاول الهرب من النافذة، فأطلق الباشا عليه النار وأصابه في قدمه، وأراد استدعاء البوليس، فحاولت خيرية منعه دون جدوى، فقالت له أنه ليس لصًّا وأنه جاء من أجلها، وأنه إذا تزوجها ستكون في وضع اجتماعي تستطيع أن تتخفى فيه وتستجيب لرغبات الباشا الدنيئة، فاقتنع الباشا وأقنع أمها بالموافقة على الزواج به، وقام بتعيينه مديرًا في شركته بدلًا من شاكر (فريد شوقى). تقابل حامد مع شاكر وعلم منه أن الباشا مزوِّر ولص ويقوم بتزوير الأسهم والسندات والتلاعب بالبورصة معتمدًا على وجاهته الاجتماعية وأنه قد عينه في شركته من أجل أن يتلاعب بأخته فلما حملت منه وطلب منه أن يصلح خطأه معها طرده من العمل. طلب الباشا من خيرية أن توفى بوعدها معه، فرفضت أن تخون زوجها، فتوعَّدها وزوجها حامد بإيذاء شديد، ولكنَّ خيرية صارحت أمها بكل شئ، فتصدت للباشا وحذرته، ولكنه لم يرتدع وخرج مسرعًا، ثم سُمِع دويُّ رَصاص في الخارج وجاء من يخبرهم أن شاكر قد أطلق النار على الباشا انتقاما لأخته.
ثم قدم وهبي فيلمًا آخر في عام 1949م وهو فيلم بيُّومي أفندي، من إخراجه وتأليفه وبطولته بالاشتراك مع فاتن حمامة وميمي شكيب وفاخر فاخر وإيفون ماضي وسراج منير وفريد شوقي، ويعد الفيلم واحدًا من أفضل أفلام يوسف وهبي الهادفة التي ناقش فيها قضية اجتماعية أُخرى وهي أبناء الخطيئة الذين أُنجبوا بطريقة غير شرعية عن طريق الزنا، وحثَّ الفيلم على عدم التعامل مع هؤلاء الأشخاص كمجرمين، وأنه لا ذنب لهم في الجريمة التي ارتكبها والدوهم، حيث تدور أحداث الفيلم حول بيومي أفندي ساعاتي فقير، يوفقه الله ويشاء القدَر أن يحصل على توكيل لماركة ساعات عالمية. تصير زبيدة حامل من شوكت بيه فتتزوج من بيومي أفندي خوفًا من الفضيحة لها ولشوكت بيه، فتنجب زبيدة نبيل وبعدها تنجب زينات من بيومي وتتواصل الأخبار السعيدة ويفتح فرع للمصنع في مصر باسم بيومي مصطفى، في يوم يعرف بيومي أفندي أن شوكت بيه في آخر ايامه ويريد أن يخبره بشيء مهم قبل أن يتوفى، فيخبره بأن نبيل ابن خطيئة، وتكفيرًا للخطيئة كَتب لنبيل 100 فدان، ويريد بيومي أفندي أن يقتل ابن الخطيئة لكنه رجل تقي يخاف الله. تربط علاقة حب بين الدكتور كمال وزينات ويرغبان في الزواج، ولكن تعلم زبيدة وبيومي أن إخوته قد حركوا ضده دعوى قضائية ادَّعوا فيها أنه ليس أخوهم وأنه ابن خطيئة، ولكن يصر بيومي على إتمام الزيجة لكنَّ زبيدة تقف في طريقه فيطفح بـبيومي الكيل ويقول لزبيدة أنه كان يعرف أن نبيلًا ابن خطيئة كل هذه السنين، ويطفح ببيومي الكيل أيضًا لأن نبيل الذي لا يحترم أباه لا يريد أن يكون كمال واحدًا من عائلتهم لأنه ابن خطيئة فيقول له الحقيقة. يحاول نبيل أن ينتحر، ولكن لحسن حظه إن المارة أنقذوه من الغرق، ويوافق الأم والأب على زواج دكتور كمال من زينات، وفي النهاية ترجع ألفت بنت شكري باشا لنبيل خطيبها بعد أن تركته بـسبب إصرارهم على زواج الدكتور كمال من زينات.وصرح يوسف وهبي في عديد من المواقف واللقاءات الصحفية والتليفزيونية أن فيلم بيومي أفندي هو أحب أعماله إلى قلبه.بعد ذلك أنهي يوسف وهبي عام 1949م باشتراكه في مسرحية الشيطان.
في أبريل 1950م عُرِض فيلم الأفوكاتو مديحة من تأليف وإخراج وبطولة يوسف وهبي، وشاركه في بطولة الفيلم مديحة يسري وحسين رياض وفردوس محمد وفاخر فاخر وعمر الحريري، ولم يقدم يوسف وهبي أي عمل فني آخر في عام 1950.في عام 1951م قدم ثلاث مسرحيات متتالية هي الخيانة العُظمى، شارع عماد الدين، عطيل.
وفي عام 1951م أيضًا قدم فيلم حبيب الروح من إخراج أنور وجدي وتأليفه وسيناريو وحوار أبو السعود الإبياري وبطولة أنور وجدي وليلي مراد ويوسف وهبي وميمي شكيب وصلاح منصور وسميرة أحمد.وفي نفس العام قدم يوسف وهبي واحدًا من أعظم الأفلام الهادفة في تاريخ السينما المصرية هو فيلم أولاد الشوارع، من تأليف وإخراج يوسف وهبي وبطولته بالاشتراك مع مديحة يسري وزوزو ماضي وسراج منير وفاخر فاخر وحسن البارودي، وبعض الممثلين الكبار في بدايتهم مثل رشدي أباظة وشكري سرحان وعُمَر الحريري، كما شهد ظهور فريد شوقي، وناقش الفيلم قضية اجتماعية خطيرة يتضح من اسم الفيلم أنها قضية أطفال الشوارع التي سبق الفيلم عصره بالتحدث عنها وعن كيفية علاجها، فقد وضَّح الفيلم أنَّ السبب في هذه المشكلة هو المجتمع الظالم الذي يلقي بهؤلاء الأطفال في الشارع فتضطرهم الظروف والأحداث لمخالفة القانون ثم يتعامل معهم المجتمع كمجرمين، ودعا الفيلم إلى التكفل بهؤلاء الأطفال ورعايتهم على قدر الإمكان حيث يقول يوسف وهبي في أحد مشاهد الفيلم لأخت زوجته عن أطفال الشوارع : «تخيلي لو أن هذا الجيش العرمرم من أبناء الوطن تمت رعايته وتوجيهه التوجيه السليم..كم واحدًا منهم سيكون طبيبًا أو مهندسًا أو إنسانًا صالحًا يخدم وطنه..».
وفي عام 1952م عاد يوسف وهبي للتعاون مع المخرج محمد كريم في فيلم ناهد من تأليف يوسف وهبي وحوار عبد الوارث عسر وإخراج محمد كريم وبطولة يوسف وهبي وراقية إبراهيم وعمر الحريري وعلوية جميل ومحمود المليجي، وفي نفس العام قدم يوسف وهبي فيلم المهرج الكبير الذي يعتبر واحدًا من أشهر أفلامه، وكان هذا أول تعاون بينه وبين المخرج الكبير يوسف شاهين، وكان الفيلم مقتبس من رواية للكاتب البريطاني شيلي سميث، ووضع السيناريو يوسف شاهين. شارك يوسف وهبي في بطولة الفيلم كلٌ من فاتن حمامة ونبيل الألفي وحسن فايق وسراج منير وفردوس محمد.
وفي عام 1953م قدم فيلم بيت الطاعة، ولأول مرة منذ عام 1944م يُكتب اسم يوسف وهبي علي ملصق فيلم بدون كلمة بك حيث جاء ذلك بعد إلغاء الرُتب المدنية بعد قيام ثورة 23 يوليو 1952 في مصر، وكان الفيلم من إخراج وتأليف وبطولة يوسف وهبي، واختلف طاقم التمثيل بعض الشيء لتشاركه البطولة الفنانة هُدى سلطان لأول مرَّة، وشارك نجم الكوميديا إسماعيل ياسين لأول مرة أيضًا في دور مهم، كما شاركت ماري منيب، وفريد شوقي، زوزو ماضي، وشفيق نور الدين أيضاً في التمثيل. مع اختلاف طاقم العمل اختلفت أيضًا نوعية الفيلم عن الشكل التقليدي لأفلام يوسف وهبي، فكان الفيلم يميل إلى الطابع الكوميدي وإلى التشويق والإثارة وبعد عن الطابع الميلودرامي الذي اعتاد عليه يوسف وهبي، حيث تدور أحداث الفيلم حول زوجين كان يجمعهم الحب ولكن تشتد المشاحنات الشديدة بين الزوج والزوجة حتي وصلت إلى القضاء للفصل بينهم ليفصل القاضي لصالح الزوج وتدخل الزوجة في حكم الطاعة لزوجها «أي بيت الطاعة» ومن هنا يبدأ الزوج في تأديب زوجته. وفي نفس العام عاد يوسف وهبي للميلودراما بفيلم بنت الهوى من إخراجه وتأليفه وبطولته بالاشتراك مع فاتن حمامة ولأول مرة تشارك مع يوسف وهبي الممثلة والراقصة تحيَّة كاريوكا، كما شاركت ماري منيب وزينات صدقي وفاخر فاخر وشفيق نور الدين وعزيزة حلمي.

### مرحلة الشمول والتنوُّع ومشاركة النجوم الجدُد في البطولة (1954-1969)م
في هذه المرحلة كان يوسف وهبي قد بدأ يتقدم في السنِّ نسبيًّا، فبحلول شهر يوليو عام 1953م كان قد بلغ من العمر 55 عامًا، وبطبيعة الحال فقد اختلفت نوعية الأدوار والأعمال التي يقدمها، فقد اتجه يوسف وهبي إلى التنوع والشمول في أنواع أعماله فصار يقدم الأفلام الكوميدية والرومانسية وأفلام التشويق والإثارة وكذلك مجاله الأساسي الميلودراما، وفي هذه المرحلة قلَّ بنسبة كبيرة عدد الأفلام من تأليف أو إخراج يوسف وهبي، كما ندرت بطولته المطلقة للأعمال ولكنه كان يشارك بدور مهم «مثل دور الأب أو الشخص كبير السن» في بطولة الأعمال أمام ممثل أو ممثلة من نجوم الصف الأول من أبناء جيله أو الجيل الجديد أمثال عماد حمدي، ويحيى شاهين، وشكري سرحان، ورشدي أباظة، وفريد شوقي، وعمر الشريف، وصلاح ذو الفقار، وأحمد رمزي، وكمال الشناوي، والمطرب فريد الأطرش، ونجم الكوميديا فؤاد المهندس، ومن الممثلات فاتن حمامة، وسعاد حسني، ومديحة يسري، وزبيدة ثروت، وشويكار، وشادية، ونيللي.

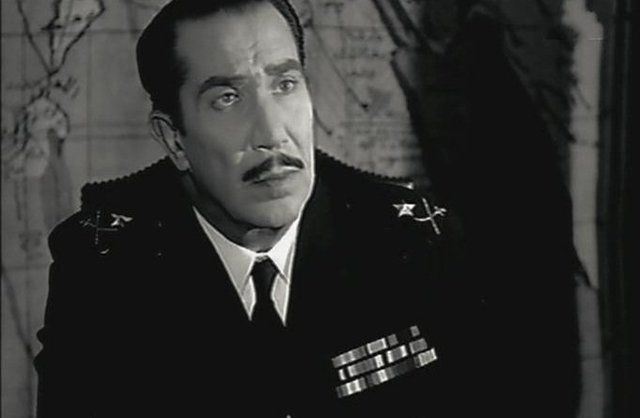
يوسف وهبي يؤدي دور حكمدار العاصمة في مشهد من فيلم حياة أو موت.

بدأ يوسف وهبي عام 1954م بواحد من أشهر أدواره على الإطلاق وهو دور (حكمدار العاصمة) في فيلم حياة أو موت أحد أشهر الأفلام المصرية، من إخراج كمال الشيخ وبطولة عماد حمدي ومديحة يسري ويوسف وهبي وحسين رياض ورشدي أباظة، والطفلة ضُحى أمير، وتدور أحداث العمل حول رجل يصاب بأزمة قلبية فيرسل ابنته لشراء الدواء، ثم يكتشف الصيدلي تسببه بالخطأ في تركيب الدواء ليصبح سم قاتل، فيحاول بمساعدة الشرطة البحث عن الرجل وإنقاذه قبل تناول الدواء، وقد أدى يوسف وهبي دور حكمدار العاصمة أي رئيس الشرطة في العاصمة المصرية القاهرة، وعلى الرغم من انشغاله بقضية مجرم خطير إلا أنه يهتم بقضية الصيدلي وبعد فشل أغلب محاولاته، أمر بأن يُذاع في الراديو البيان الشهير حتى الآن : «إلى المدعو أحمد إبراهيم القاطن بدير النَحَّاس : لا تشرب الدواء الذي أرسلت ابنتك في طلبه؛ الدواء فيه سمٌّ قاتل» مما ساهم في إنقاذ الرجل بعدما سمعت زوجته البيان فأسرعت إليه ومنعته من شرب الدواء.

وفي عام 1954م أيضًا قدم يوسف وهبي مسرحية الأيدي الناعمة من إخراجه وتأليف الكاتب الكبير توفيق الحكيم، وبطولة يوسف وهبي وسميحة أيوب وفاخر فاخر وحسن البارودي.ثم قدم في نفس العام مسرحيتين محولتين من فيلمين له هما سفير جهنم وأولاد الفقراء، أمَّا عن مسرحية أولاد الفقراء فقد كانت من إخراج وتأليف وبطولة يوسف وهبي بالاشتراك مع أمينة رزق وعلوية جميل وفاخر فاخر وزهرة العلا.وعاد يوسف وهبي إلى أدوار البطولة عن طريق فيلم أسعد الأيام 1954م من إخراج حسن رضا، وتأليف إبراهيم الورداني، وبطولة يوسف وهبي وزهرة العلا وشكري سرحان وبرلنتي عبد الحميد وفردوس محمد وعبد الوارث عسر.

عهد الهوي

في عام 1955م شارك يوسف وهبي في فيلم عهد الهوى ليشاركه في بطولة الفيلم لأول مرة المطرب والموسيقار فريد الأطرش، ومريم فخر الدين، وإيمان، وكان الفيلم من إخراج أحمد بدرخان، كما كان مقتبسًا من رواية غادة الكاميليا للمؤلف الفرنسي ألكسندر دوماس.وفي نفس العام شارك في فيلم بحر الغرام بطولة رشدي أباظة مع الفنانة الاستعراضية نعيمة عاكف وعبد الوارث عسر وسميحة توفيق والسيد بدير.بعد ذلك لم يقدم يوسف وهبي أي عمل فني في عام 1956م بسبب الظروف السياسية الصعبة في مصر أثناء العُدوان الثلاثي.
في عام 1957م شارك في فيلم الملاك الصغير بطولة زبيدة ثروت ويحيى شاهين وحسين رياض، واكتفى به في هذا العام.ثم اكتفي أيضًا بعمل واحد عام 1958م وهو فيلم حبيبي الأسمر مع تحية كاريوكا وسامية جمال وشكري سرحان.وللعام الثالث على لتوالي يقدم يوسف وهبي عملًا فنيًّا واحدًا في العام كان هذه المرة فيلم مفتش المباحث 1959م مع رشدي أباظة وشريفة فاضل ونجوي فؤاد.
بحلول عام 1960م أراد يوسف وهبي تعويض الشُحِّ الفني الذي أصابه في الأعوام الأربعة الأخيرة والتي قدم فيها 3 أعمال فنية فقط، فجاء التعويض قويًّا عن طريق مشاركة يوسف وهبي في بطولة 7 أعمال فنية متضمنة مسرحيتين و5 أفلام، ولم تكن مجرد سبعة أعمال فنية بل كانت أغلبها أهم وأشهر أعمال فنية قدمها علي الإطلاق وعاد فيها إلى البطولة سواء البطولة المطلقة أو البطولة المشتركة مع النجوم الشباب، وقدم في هذا العام أعمالًا ميلودرامية وكوميدية وحتى تاريخية.
بدأ يوسف وهبي عام 1960م بتقديم مسرحية راسبوتين واحدة من أهم مسرحياته على الإطلاق، من تأليفه وإخراج مشترك بينه وبين حمدي غيث، ومن بطولة يوسف وهبي وأمينة رزق وعلوية جميل وفاخر فاخر وسلوي محمود وعبد البديع العربي ونظيم شعراوي.
وفي نفس العام أدَّى يوسف وهبي أشهر أدواره وأكثرها شعبيةً على الإطلاق في واحد من أشهر أفلام السينما المصرية الكوميدية فيلم إشاعة حب من إخراج فطين عبد الوهَّاب، وبطولة عمر الشريف وسعاد حسني ويوسف وهبي وهند رستم وإحسان شريف وعبد المنعم إبراهيم، حيث تدور أحداث الفيلم حول حسين (عمر الشريف) الشاب الخجول المشغول بعمله الذي يحب ابنة عمه سميحة (سعاد حسني) في نفس الوقت لا تعيره هي أي اهتمام وتحب ابن خالتها لوسي الشاب الذي يجيد الرقص والغناء، ولكن عم حسين عبد القادر النشاشجي (يوسف وهبي) معجب بشخصيته، فيبدأ في تحويله ظاهريًّا إلى شخصية أخرى تستطيع أن تجذب ابنته عن طريق رسم خطة ماكرة بأن ينشر إشاعة مفادها أن حسين على علاقة بهند رستم الممثلة الشهيرة.وأدَّي يوسف وهبي دور الرجل زير النساء الماكر الذي يخدع زوجته بطريقة فكاهية، كما أدى أفضل أدواره الكوميدية عندما كان يعد الخطة لتغيير شخصية ابن أخيه وتلفيق الخطابات وغيرها من الأشياء التي توضح أنه على علاقة بالممثلة الشهيرة هند رستم.ومن أشهر مشاهده في الفيلم مشهد تمثيله على ابنته وصديقاتها وأمها وكل من في المنزل عندما أخبرته ابنته باكتشاف خطابات وصور هند رستم التي أرسلتها لحسين، فمثل عليهم بكل براعة اندهاشه الشديد وغضبه الكبير وصراخه القوي واستمر في سب وتعنيف ابن أخيه وأمره بالخروج من منزله.
وفي عام 1960م أيضًا قدم فيلمه مال ونساء من إخراج وتأليف حسن الإمام، وبطولة يوسف وهبي وسعاد حسني وصلاح ذو الفقار وأمينة رزق وفاخر فاخر وعدلي كاسب وتوفيق الدقن، وتدور أحداث الفيلم حول شحاتة موظف ملتزم في إحدى المستشفيات الأهلية يعيش مع ابنته نعمت وزوجته، وفي يوم من الأيام يتقدم الشابُّ حسين لخطبة ابنته، لكن المشكلة أن شحاتة غير قادر على تجهيز ابنته مما يدفعه لطلب سلفة من الشركة، فترفض الإدارة لأن المدير وجميع الموظفين كانوا فاسدين ومرتشين ومختلسين ولصوصًا، وكانوا يكرهون شحاتة لأنه كان رجلًا مستقيمًا يحارب فسادهم، فعندما علم شحاتة تشاجر مع المدير وتم رفده، واستغل موظف فاسد الفرصة فجعل أحد معارفه يقرض شحاتة مالًا مقابل إيصال أمانة فأصبح شحاتة مهددًا بالسجن، فعاد للمدير ليرجوه بأن يسامحه فطلب منه المدير بأن يغمض عينيه عن الفساد وأن يتماشى مع السرقة والاختلاس، فوافق مضطرًّا فانتهت مشاكله وتزوجت ابنته، ولكن الفساد ملأ قلبه وأصابه الطمع فتمادي في السرقة ومواعدة النساء وحياة الفساد والتلف، ولكن في النهاية يكشف أمر فساد الموظفين من الرقابة ويهددون بالسجن فيقررون حرق المخازن قبل جردها، وهنا يصحو ضمير شحاتة الذي خشي من أن تلحق النيران بالمستشفي وتقتل المرضي الأبرياء فيضحي بنفسه لإطفاء النيران ويموت وهو يدافع عن أرواح المرضى، وهكذا يعود يوسف وهبي لمناقشة القضايا الاجتماعية فيناقش قضية الفساد في مؤسسات الدولة، وقضية الطمع وعدم القناعة والرضا مما يؤدي إلى عواقب وخيمة.
وفي 1960م قدم فيلم الناس اللي تحت مع ماري منيب وسلوي سعيد ومحمد سالم، وشفيق نور الدين، وقدم مسرحية الأخرس مع علوية جميل ونظيم شعراوي.وفيلم مولد الرسول مع مجموعة من النجوم العرب من مصر ولبنان مثل ثريا نور الدين وأخيها محمد نور الدين وأنور زكي وشكيب خوري وسميرة توفيق.واختتم وهبي هذا العام الفني الرائع بالنسبة له بفيلم شجرة العائلة مع أحمد رمزي وعمر الحريري وعبد السلام النابلسي وحسين رياض وعبَّاس فارس وميمي شكيب وماري منيب وعبد الفتَّاح القُصَريِّ.
وفي عام 1961م عاد الشح الفني إلى يوسف وهبي حيث اكتفى في هذا العام بمسرحية عريس في علبة من تأليفه، وفي عام 1962م عاد يوسف وهبي إلى التعاون مع الكاتب الكبير توفيق الحكيم الذي ألَّف قصة مسرحية الأيدي الناعمة من إخراج وبطولة يوسف وهبي، وفي نفس العام قدم فيلم الاستعباد من تأليفه وإخراجه وبطولته مع شريكته المعتادة أمينة رزق، ومحسن سرحان، وحسن البارودي. وفي عام 1963م لم يقدم سوى فيلم أيام زمان من تأليفه وإخراجه وبطولته بالاشتراك مع برلنتي عبد الحميد ونظيم شعراوي ورشدي المهدي وأنور إسماعيل.
في عام 1964م وعلي الرغم من أن يوسف وهبي لم يشارك سوى في بطولة عمل فني واحد إلا أنه كان كافيًا، فقد كان هذا العمل هو الفيلم الكوميدي اعترافات زوج الذي شارك فيه يوسف وهبي لأول مرة الممثل الكوميدي الشهير فؤاد المهندس وزوجته شويكار، بالإضافة إلي ماري منيب، وهند رستم، وأحمد رمزي.تحكي قصة الفيلم أنَّه أثناء سفر الموسيقيِّ (وحيد) وزوجته على متن الطائرة المتجهة لبيروت لقضاء إجازة، يعلن قائد الطائرة عن عطل في محركات الطائرة، ويعتقد الزوجان أنهما سيموتان، ويقرران الاعتراف لبعضهما بأسرار دفينة، فيخبر (وحيد) زوجته بأنه كان يحلم بتقبيل جارته المطربة الحسناء (بثينة)، وإذا بالإعلان عن إصلاح العطل لكن تدب الشكوك في قلب الزوجة، وتغذي أمُّها تلك الشكوك وتتوالى الأحداث في إطار كوميدي.وأدي يوسف وهبي دور والد الزوجة وكان دوره شبيهًا بدوره في فيلم إشاعة حب عام 1960م حيث أدى «في إطار فكاهي» دور الرجل الذي يخون زوجته ويخدعها وفي الوقت ذاته تقتنع هي بأنه أكثر الرجال إخلاصًا في العالم.
في عام 1965م لم يقدم أي عمل فني، وفي عام 1966م ظهر كضيف شرف ظهورًا بسيطًا لكن مميزًا حيث ظهر بشخصيته الحقيقية في مشهد من مسرحيته غادة الكاميليا حيث ذهبت بطلة الفيلم سعاد حسني لمشاهدته، وفي نفس العام شارك في أول مسلسل تليفزيوني له في مسيرته الفنية، وهو مسلسل العبقري بطولة سعيد صالح، ونبيلة السيد، وبوسي، ومحمود المليجي، وحسن مصطفي، ونبيلة عبيد، وفريد شوقي كضيف شرف. في عام 1967م شارك يوسف وهبي في بطولة فيلم نورا مع كمال الشناوي ونيللي.

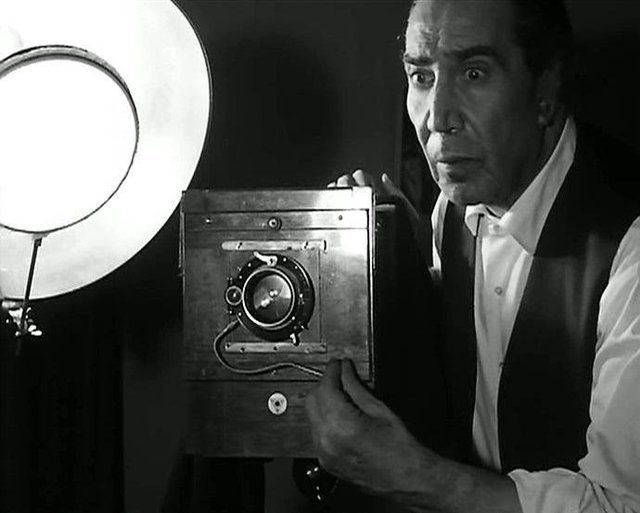
يوسف وهبي في مشهد من فيلم الحب الكبير حيث أدَّى دور المصوِّر.

بعد فترة الشح الفني جاء التعويض قويًّا من يوسف وهبي؛ حيث قدم في عام 1968م 4 من أهم أعماله حيث بدأ عامه بمسرحيته الشهيرة غادة الكاميليا من إخراجه بالاشتراك مع منير التوني، ورواية الكاتب الفرنسي ألكسندر دوماس، ثم قدم فيلم الحب الكبير مع المطرب الشهير فريد الأطرش، وفاتن حمامة، وأدى يوسف وهبي دورًا مميزًا هو دور المصور الخاص بمطرب مشهور والذي يكتشف من خلال عمله وجود علاقة حب بين ابنته وبين المطرب الشهير بعلاقاته النسائية فيحذرها أبوها منه ولكن عندما يري حبهما الشديد لبعضهما يتركها لتذهب إليه ويجمعهما الحب الكبير.
وفي نفس العام شارك في بطولة الفيلم المصري الإيطالي كيف تسرق القنبلة الذرية (بالإيطالية: Come rubammo la bomba atomica)، بطولة مجموعة من الممثلين المصريين وهم يوسف وهبي وعبد المنعم إبراهيم وعادل أدهم وأحمد الحداد وإدمون تويما، والممثلين الإيطاليين جولي مينارد وفرانكو فرنشي وشيشواتن جراسيا وأوجينيا ليتريل وجان فرانكو موريتشي.وفي عام 1968م أيضًا عاد يوسف وهبي إلي التعاون مع النجم الكوميدي فؤاد المهندس وزوجته شويكار حيث شاركهما في بطولة فيلم شنبو في المصيدة مع الممثلين توفيق الدقن وسمير صبري وزوزو شكيب، وأثناء عرض هذا الفيلم ظل لفترة متربعًا في المركز الأول بدور العرض من حيث الإيرادات متفوقًا على أفلام مثل شيء من الخوف، والرجل الذي فقد ظله.
كان عام 1969م بالنسبة ليوسف وهبي شبيهًا من الناحية الفنية لعام 1968م حيث قدم يوسف وهبي في عام 1969م أيضًا 4 أعمال فنية، كان أولها وأهمها هو فيلم ميرامار من تأليف الكاتب الكبير الحائز علي جائزة نوبل في الأدب بعد ذلك نجيب محفوظ، ومن إخراج كمال الشيخ، وبطولة يوسف وهبي وشادية ويوسف شعبان وعماد حمدي وعبد المنعم إبراهيم وأبو بكر عزت ونادية الجندي.واختير هذا الفيلم في قائمة أفضل 100 فيلم في تاريخ السينما المصرية من النُقَّاد عام 1996م بمناسبة مرور 100 عام علي تأسيس السينما المصرية. بعد ذلك قدم يوسف وهبي مسرحية بنت الهوى من تأليفه وإخراجه.وفي نفس العام 1969م شارك في فيلم دلع البنات والذي تم تقديمه في نفس العام كمسرحية باسم الدلوعة لم يشارك فيها يوسف وهبي، من تأليف نجيب الريحاني وبديع خيري، وكان الفيلم من بطولة فريد شوقي ونيللي ومحمود المليجي وتوفيق الدقن وإبراهيم سعفان.

### مرحلة اختفاء النجومية (1969م-1975)م وأداء الأدوار الثانوية (1976-1982)م
في هذه المرحلة كان يوسف وهبي قد تقدم في السن وتجاوز عامه السبعين، فبدأت الأضواء تبتعد عنه وابتعدت عنه أدوار البطولة ولكنه استمر في المشاركة في الأعمال الفنية مع نجوم شارك معهم من قبل مثل هند رستم وسعاد حسني وشكري سرحان وفريد شوقي، أو مجموعة من نجوم الجيل الأحدث الذي ظهر في أواخر الستينيات وبداية السبعينيات مثل نجلاء فتحي وميرفت أمين وعزت العلايلي وعادل إمام وغيرهم.
في عام 1969م شارك يوسف وهبي في فيلم الحلوة عزيزة بطولة هند رستم وشكري سرحان وسمير صبري ونجوى فؤاد، ثم ظهر كضيف شرف في فيلم عصابة النساء 1970م من بطولة صباح وكونييت آريكن وطروب وإسماعيل ياسين ومديحة كامل.
وفي عام 1971م استعاد يوسف وهبي القليل من رونقه حيث شارك في 4 أعمال فنية، فشارك باسم وشخصية يوسف وهبي في فيلم الاختيار بطولة سعاد حسني وعزَّت العلايلي وهدى سلطان ومحمود المليجي وميمي شكيب ومديحة كامل.ويحتل هذا الفيلم المركز رقم 53 في قائمة أفضل 100 فيلم في ذاكرة السينما المصرية حسب إستفتاء النقاد بمناسبة مرور 100 عام على أول عرض سينمائي مصري. ثم شارك في بطولة فيلم عُشَّاق الحياة مع المطرب الشهير محرم فؤاد، ونادية لطفي، ومحمود المليجي، وحسن مصطفى وغيرهم.بعد ذلك شارك في فيلم موعد مع الحبيب مع النجمين فريد شوقي ونجلاء فتحي، وحسن مصطفي وزوزو شكيب.كان آخر أفلامه في عام 1971م هو الفيلم المصري اللبناني أمواج الذي تم تغيير اسمه عام 1985م إلى عالم الشهرة بطولة يوسف شعبان ونادية الجندي وشمس البارودي.
وفي عام 1972م شارك في فيلم أزمة سكن بطولة محمد عوض وميرفت أمين ومحمد رضا وعماد حمدي وتوفيق الدقن وعدلي كاسب وعبد المنعم إبراهيم وإبراهيم سعفان، ومع أن الفيلم كان كوميديًّا إلا أن دور يوسف وهبي كان بعيدًا عن الكوميديا حيث أدى دور مسئول هام في إحدى الشركات يرفض الفساد ويكتشف فساد بعض الموظفين فينالون جزاءهم، وفي نفس العام قدم يوسف وهبي آخر مسرحية له في مسيرته الفنية وهي مسرحية بيومي أفندي من تأليفه وإخراجه وكانت مستوحاة من فيلمه بيومي أفندي، وكانت من بطولته بالاشتراك مع شريكة حياته الفنية أمينة رزق ومدحت غالي وكريمة الشريف وسهير صبري.
بحلول عام 1973م بلغ عمر يوسف وهبي 75 سنة، ونتيجة لهذا التقدم في السن لازم في كل أعماله دور الشخص العجوز أو الأب أو حتى الجدِّ للبطل أو البطلة.فقدم في هذا العام 3 أفلام كانت آخر أدواره المهمة، حيث كان أولها فيلم البنات لازم تتجوز بطولة نجلاء فتحي ورشدي أباظة ومريم فخر الدين وصفية العمري ومحيي إسماعيل، وأدَّى يوسف وهبي في هذا الفيلم دور جد بطلة الفيلم نجلاء فتحي.ثم شارك في بطولة فيلم زمان يا حب مع فريد الأطرش وزبيدة ثروت وليلي طاهر ومديحة كامل.
وفي نفس العام شارك في بطولة فيلم البحث عن فضيحة بطولة نجم الكوميديا الصاعد حينها عادل إمام، وميرفت أمين وسمير صبري وميمي شكيب ومحمد رضا ونبيلة السيد، كما شارك في الفيلم العديد من ضيوف الشرف من كبار نجوم السينما المصرية مثل أحمد رمزي وعماد حمدي ومحمد عوض وجورج سيدهم وتوفيق الدقن وصلاح نظمي وزوزو ماضي وزيزي البدراوي ونوال أبو الفتوح وغيرهم.وأدي يوسف وهبي في هذا الفيلم دور والد بطلة الفيلم ميرفت أمين.وفي عام 1974م شارك يوسف وهبي في فيلم حكايتي مع الزمان بطولة المطربة وردة الجزائرية، ورشدي أباظة وسمير صبري ولبلبة ونبيلة السَيِّد وصلاح نظمي ومحمد نجم والمطرب الشعبي شفيق جلال.
وفي عام 1975م شارك في بطولة فيلم الرداء الأبيض مع نجلاء فتحي وأحمد مظهر ومجدي وهبة وزهرة العُلا، وأدَّى في هذا الفيلم أيضًا دور جد بطلة الفيلم نجلاء فتحي وكان هذا آخر دور بطولة له في مسيرته حيث أدى دور عمر بك رجل طيب القلب يعيش بعقلية الماضي لذا غضب عندما عرف أن ابنه الوحيد كمال تزوج دون علمه من فتاة فقيرة، ثم تمر السنوات وتقوم دلال بنشل حافظة نقود شخص يُدعَى أحمد وتحاول الهرب منه إلا أنه ينجح في العثور عليها ويقرر أن يقدمها إلى الشرطة لكنها تستعطفه وتحكى قصة حياتها التي ذهبت سُدًى حيث تزوجت من كمال رغم رفض والده الثريِّ عمر بك وعاشت معه لحظات سعيدة إلا أنه مات بعد فترة إثر حادث، ثم علم عمر بك بالزواج من دلال فيثور عليها وعلى ولده المتوفى ويكون الجزاء حرمان دلال من ابنتها صفاء ويطردها خارج قصره ويأخذ الحفيدة ويربى فيها الإحساس بالمستوى الذي يعيش فيه ويوهم الصغيرة أن أمها قد ماتت، وتمر السنون وتصبح الفتاة صفاء شابة جميلة ولذلك قامت دلال بالسرقة لشراء فستان لتحضر به حفل زفاف ابنتها ويذهب معها أحمد مقتنعًا بقضيتها وتفلح دلال في إخبار ابنتها دلال بالحقيقة فيثور الجد على دلال لكنَّه سرعان ما يعترف بالحقيقة كاملة.
ولأول مرة في مسيرة يوسف وهبي الفنية غاب عن الأضواء لمدة عامين لم يقدم فيهما أي عمل فني وهما عاما 1976م و1977م، وعندما عاد للتمثيل بعد ذلك عاد لتقديم الأدوار الثانويَّة، أو الأدوار قليلة الأهمية في العمل الفني.شارك يوسف وهبي في فيلم البؤساء وعمره 80 عامًا في 1978م عن رواية الكاتب الفرنسي فيكتور هوجو التي تحمل نفس الاسم، والتي نشرت عام 1862 وتعد من أشهر روايات القرن التاسع عشر، حيث يصف وينتقد الظلم الاجتماعي في فرنسا بين سقوط نابليون بونابرت في 1815 والثورة الفاشلة ضد الملك لويس فيليب في 1832.ولكن تم تغيير سيناريو الفيلم قليلًا بحيث تدور أحداثه في مصر وتتماشى مع طبيعة المجتمع المصري، وكان الفيلم من بطولة فريد شوقي وعادل أدهم.وفي نفس العام شارك في المسلسل الكوميدي كيف تخسر مليون جنيه مع عادل إمام ونبيلة عبيد وهالة فاخر وزوزو ماضي وحسن حسني وجمال إسماعيل ومحمد نجم، ومجموعة من كبار النجوم كضيوف شرف مثل نجمي الكوميديا محمد صبحي وسمير غانم والمطرب اللبناني الكبير وديع الصافي ومحمد رضا وعمر الحريري، وفي عام 1978م أيضًا شارك في فيلم أغنية الحب والموت بطولة عِزَّت العلايلي وحمدي أحمد وليلي طاهر وسمير صبري.
في عام 1979م شارك يوسف وهبي في فيلم إسكندرية... ليه؟ الذي شارك فيه 45 ممثل أغلبهم من النجوم في هذا الوقت مثل نجلاء فتحي وعزت العلايلي وأحمد زكي وعبد الله محمود وعبد العزيز مخيون وأسامة عباس وأحمد بدير، أو النجوم القدامى مثل فريد شوقي ويوسف وهبي ويحيى شاهين وليلي فوزي ومحمود المليجي وعقيلة راتب وزينب صدقي وعبد الوارث عسر وزوزو حمدي الحكيم أو الوجوه الجديدة الذين أصبحوا نجومًا بعد ذلك مثل محسن محيي الدين ومحمد هنيدي، وتناول الفيلم أكثر من قصة، فتناول قصة يحيى الذي يحب التمثيل والذي عبر عن يوسف شاهين في فترة شبابه، كما تناول طبيعة الحياة الاجتماعية في الأسكندرية، وذلك عن طريق قصة حب بين شاب مصري يدعى إبرهيم وفتاة يهودية تدعى سارة. كما تطرَّق الفيلم للسياسة وذلك عن طريق قصة مجموعة من الشباب يريدون التخلص من الاحتلال الإنجليزي، وتطرق أيضًا إلى نشأة العصابات اليهودية، وكيف أنَّ يحيى فقد صديقه بسبب انضمامه لتلك العصابات.
في عام 1980م شارك يوسف وهبي في مسلسل أيام لا تضيع بطولة سعيد صالح ومديحة كامل وأحمد راتب وأحمد بدير ووحيد سيف وحسن عابدين وضيف الشرف محمد نجم، وفي عام 1981م شارك في عملين فنيين أولهما مسلسل صيام صيام بطولة يحيي الفخراني وفردوس عبد الحميد وآثار الحكيم ومريم فخر الدين وصلاح السعدني، وثاني أعماله عام 1981م هو فيلم دماء على الثوب الوردي بطولة ناهد شريف وسمير صبري ويسرا.وفي عام 1982م شارك في آخر عمل فني له في حياته حيث ظهر في دور بسيط كضيف شرف في فيلم السلخانة بطولة سمير صبري وسيد عبد الغني وعادل أدهم وغيرهم، وفي نفس هذا العام توفي يوسف وهبي بعد مسيرة فنية حافلة دامت لمدة قياسية وهي 60 عامًا، قدم خلالها 123 عملًا فنيًّا بين أفلام ومسلسلات تليفزيونية وإذاعية ومسرحيات وتمثيليات.

## سِمَات حياته الفنية

### ممثلون اعتاد العمل معهم

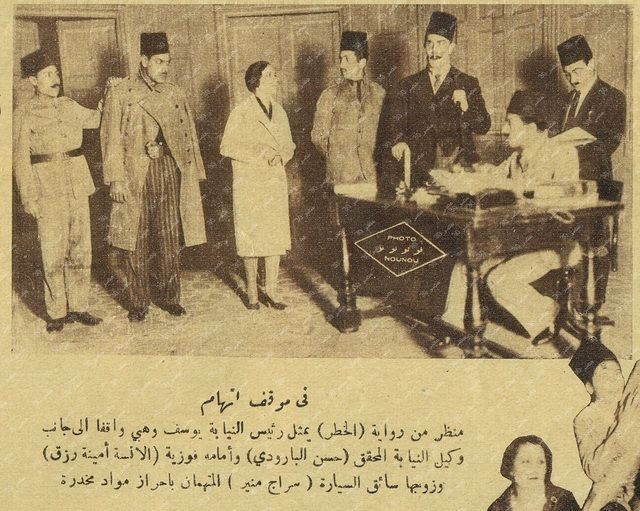
يوسف وهبي في مشهد من مسرحية الخطر مع مجموعة من الممثلين الذين اعتاد العمل معهم مثل أمينة رزق وحسن البارودي وسراج منير.

لكل نجم طاقم عمل محدد من الممثلين يرتاح في العمل معهم في أغلب أعماله بسبب التناغم والتفاهم بينه وبينهم نتيجة اعتيادهم علي العمل معًا، وكذلك كان الحال بالنسبة ليوسف وهبي الذي اعتاد العمل مع مجموعة من الممثلين في معظم أفلامه ومسرحياته وكان معظمهم من أعضاء فرقة رمسيس المسرحية مثل أمينة رزق وفاخر فاخر ومحمود المليجي وحسن البارودي وسراج منير وغيرهم.

#### أمينة رزق

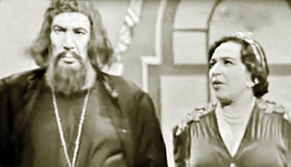
يوسف وهبي مع أمينة رزق في مسرحية راسبوتين عام 1960م بعد أن أعادا تقديمها مرة أخرى علي المسرح ليتم تسجيلها في التليفزيون.

في عام 1926م جاء يوسف وهبي فتاة عمرها 16 عامًا وامرأة تكبرها في السن، كانت الفتاة الشابة تدعى أمينة رزق والمرأة هي خالتها أمينة محمد، فوافق يوسف وهبي علي ضمهما إلى فرقة رمسيس، وكان يرى أن حجم أمينة رزق وصغر سنها يؤهلانها لتأدية دور ابن القيصر المريض (ألكسي) في مسرحية راسبوتين، فكان أول دور تؤديه هو دور رجل، وأوكل يوسف وهبي إلى مختار عثمان مهمة تدريبها علي الدور.
ومنذ ذلك الحين شاركت أمينة رزق يوسف وهبي مسيرته الفنية، فشاركت معه في عشرات المسرحيات وفي 11 فيلمًا وهي أولاد الذوات، الدفاع، ساعة التنفيذ، عاصفة على الريف، أولاد الفقراء، الطريق المستقيم، برلنتي، يد الله، كرسي الاعتراف، مال ونساء، الاستعباد.
ولم يكن انضمام أمينة لفرقة عميد المسرح العربي بداية حقيقية لفنها فقط، وإنما أيضا بداية حبها للعميد يوسف وهبى، حيث تملك حبه من قلبها، لكنها لم تجرؤ يوما على البوح بما تعانيه، خاصة أنها لم تجد منها تجاوبًا، حيث ظل يتزوج ويطلق أمام عينيها تاركًا قلبها لينفطر دون أن يعلم.ووصل الأمر إلى أن أمينة تنكّرت مرة في زى خادمة، لتلعب دور مرسال الغرام بينه وبين حبيبته سعيدة منصور التي أصبحت زوجته فيما بعد، فقد كانت تلك السيدة متزوجة، ورغم ذلك تجمع بينها وبين يوسف وهبى قصة حب كبيرة، وظلت أمينة توصل لها رسائله الغرامية حتى تم طلاقها من زوجها، وتزوجها وهبى في النهاية.كثيرون هم من يرجعون عدم زواج أمينة رزق طوال حياتها لهذه القصة أحادية الطرف التي عاشتها مع أستاذها ومكتشفها يوسف وهبى، لكنها توقعت لنفسها هذا الأمر منذ البداية، ففى أول حوار أجرته مع أحد البرامج، أكدت أنها لن تتزوج، ولا تسعى لأن يكون لديها بيت وأبناء.
ومن مواقفها التي تدل على وفائها ليوسف وهبي أنها باعت مصوغاتها وتبرعت بثمنها لتسديد ديونه والمساهمة في حل الأزمة المالية التي تعرض لها بعد إشهار إفلاسه بعد طلاقه من عائشة فهمي، ومن مواقفها العظيمة مع يوسف وهبي أيضًا أنها بعد إشهار إفلاسه ذهبت إلى عائشة فهمي وطلبت منها باسم الحب الذي جمع بينها وبين يوسف أن تترفق به وتوقف الدعوات القضائية المرفوعة ضده، لكن الأمر كان قد خرج من يدها حيث تولى أهلها مهمة الانتقام من يوسف وهبي، لكنها وعدتها بعدم تقديم الكمبيالات التي وقعها يوسف لها بشكل شخصي إلى المحكمة، وأحضرت تلك الكمبيالات ومزقتها وهي تبكي أمام أمينة رزق التي انهارت هي الأخرى بالبكاء.

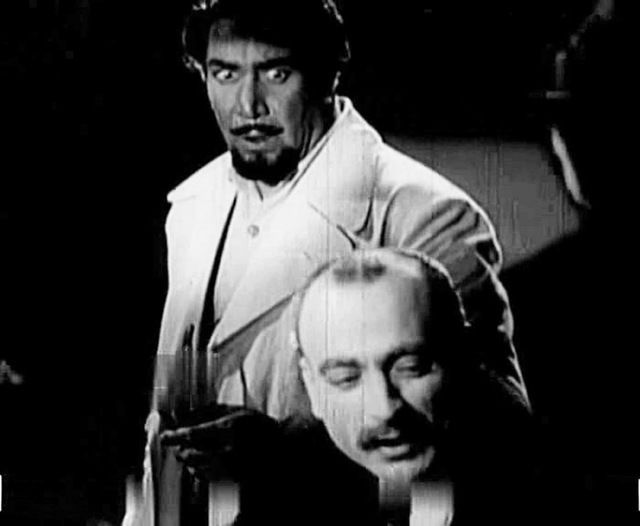
يوسف وهبي (واقفًا) مع محمود المليجي في لقطة من فيلم سيف الجلَّاد 1944م.

#### محمود المليجي
يعتبر محمود المليجي واحدًا من أكثر الممثلين المصريين مشاركة في الأعمال الفنية، وهو أيضًا من أكثرهم مشاركة مع يوسف وهبي، حيث بدأ حياته الفنية كعضو في فرقة فاطمة رشدي المسرحية ثم التحق بفرقة رمسيس وعمل فيها بوظيفة ملقن براتب 9 جنيهات، ثم أصبح بعد ذلك ممثلًا فيها وشارك في مسرحياتها، كما شارك يوسف وهبي في حوالي 22 فيلمًا وهي ساعة التنفيذ، ليلة ممطرة، عاصفة على الريف، عريس من إستنبول، أولاد الفقراء، الطريق المستقيم، سيف الجلاد، ابن الحدَّاد، برلنتي، غرام وانتقام، الفنان العظيم، بنات الريف، سفير جهنم، يد الله، ضربة القدر، غزل البنات، ناهد، حبيبي الأسمر، دلع البنات، الاختيار، عُشَّاق الحياة، إسكندرية..ليه؟، كما شاركا معًا في مسلسل صيام صيام عام 1981م.

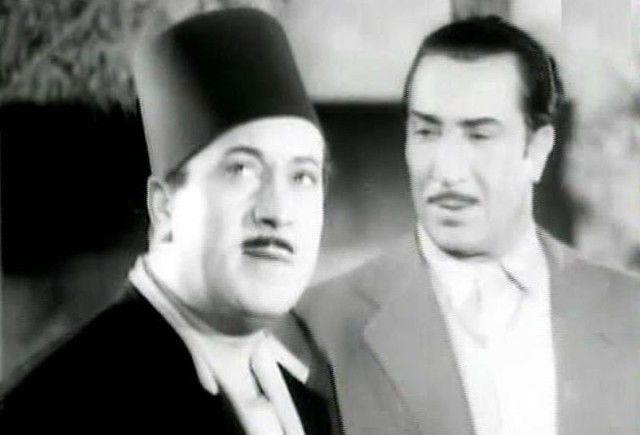
يوسف وهبي وفاخر فاخر في لقطة من فيلم الأفوكاتو مديحة 1950م.

#### فاخر فاخر
بدأ فاخر فاخر حياته الفنية عندما اكتشفه أحمد علام عضو فرقة رمسيس الذي رشحه للعمل بالفرقة فوافق يوسف وهبي علي ذلك، فكان فاخر من الممثلين الذين ارتبط اسمهم بيوسف وهبي، حيث شارك معه في عشرات المسرحيات مثل كرسي الاعتراف، والصهيوني، وراسبوتين، وأولاد الفقراء، والأيدي الناعمة.
بعد ذلك استقال فاخر من فرقة رمسيس ليتفرغ للعمل السينمائي ومع ذلك استمر تعاونه الكبير مع يوسف وهبي، حيث شارك معه في 19 فيلمًا هي عاصفة على الريف، ليلي بنت الريف، عريس من إستنبول، أولاد الفقراء، بنت ذوات، جوهرة، غرام وانتقام، الفنان العظيم، سفير جهنم، ملاك الرحمة، رجل لا ينام، كرسي الاعتراف، بيومي أفندي، الأفوكاتو مديحة، أولاد الشوارع، ناهد، بنت الهوى، بيت الطاعة، مال ونساء.

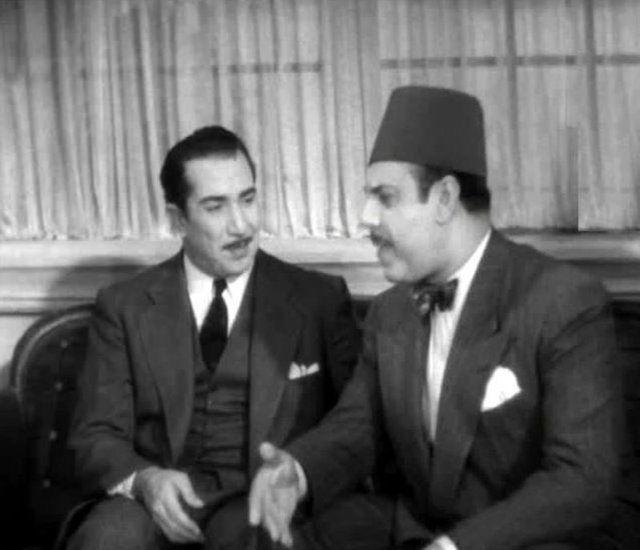
يوسف وهبي مع سراج منير في مشهد من فيلم شمعة تحترق 1946م.

#### سراج منير
تعرف سراج منير علي المخرج محمد كُرَيم أثناء دراسة كل منهما في ألمانيا، حيث كان سراج يدرس الطب وكان كريم يدرس السينما، تمكن الأخير من إقناع سراج منير بترك الطب والعمل بالسينما، وبعد عودتهما إلى مصر رشح محمد كريم لصديقه يوسف وهبي سراج منير للعمل في فرقة رمسيس فوافق يوسف، وشارك سراج منير مع يوسف وهبي في بعض مسرحيات الفرقة مثل الخطر والصهيوني.
وشارك سراج منير مع يوسف وهبي في نحو 13 فيلمًا وهي أولاد الذوات، ساعة التنفيذ، بنات الريف، الفنان العظيم، ملاك الرحمة، يد الله، شمعة تحترق، ضربة القدر، كرسي الاعتراف، بيومي أفندي، أمينة، أولاد الشوارع، المهرج الكبير.

#### حسن البارودي
في عام 1921 انضم حسن البارودي لفرقة عزيز عيد، وعند افتتاح مسرح رمسيس عدها بعامين بواسطة يوسف وهبي انتقل حسن للعمل بها، ولكن عندما تقدم للعمل بقرقة يوسف وهبي كممثل لم يكن له مكان لاكتمال عدد أعضاء الفرقة، فارتضى بالعمل ملقنًا في فرقة رمسيس التي عمل بها لمدة 20 عامًا.وجاء دخول البارودي عالم التمثيل عن طريق الصدفة، ففي إحدى الأيام تحققت أمنيته عندما اعتذر الممثل إستيفان روستي عن دوره في مسرحية غادة الكاميليا أحد أهم مسرحيات الفرقة، فأخذ البارودي الدور، ونجح فيه فتوالت أعماله.
شارك حسن البارودي يوسف وهبي في عدد كبير من مسرحياته مع فرقة رمسيس مثل مسرحيات: الخطر، كرسي الاعتراف، غادة الكاميليا، الصهيوني، الأيدي الناعمة، كما شاركه في عدد من الأفلام وصل إلى 13 فيلمًا وهي أفلام: عاصفة على الريف، ليلي بنت الريف، أولاد الفقراء، بنت ذوات، برلنتي، شادية الوادي، كرسي الاعتراف، أمينة، الأفوكاتو مديحة، أولاد الشوارع، المهرج الكبير، بيت الطاعة، الاستعباد.

### مواهب ساهم في اكتشافها

#### فاتن حمامة

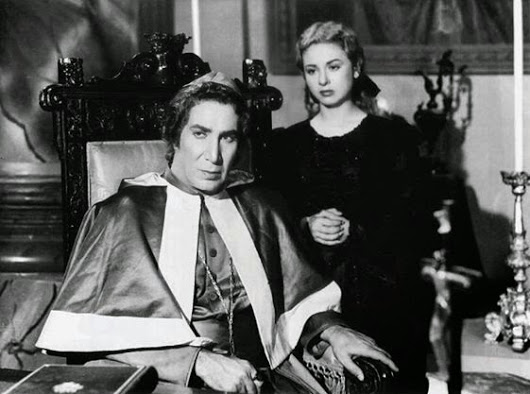
يوسف وهبي مع فاتن حمامة في فيلم كرسي الاعتراف 1949م.

تعتبر فاتن حمامة واحدة من أعظم الممثلات في تاريخ السينما المصرية، ولُقِّبت بسيدة الشاشة العربية، وقد ساهم في اكتشافها ونجوميتها أكثر من فنان، حيث يعتبر المخرج محمد كريم أحد أكبر المساهمين في اكتشافها حيث أنه أعطاها الفرصة للظهور لأول مرة على الشاشة وعمرها 9 سنوات وذلك في فيلم يوم سعيد بطولة الموسيقار محمد عبد الوهاب، كما كان ثاني أفلامها أيضًا من إخراج محمد كريم وبطولة محمد عبد الوهاب، وهو فيلم رصاصة في القلب 1944م، كما يُنسب اكتشافها أيضًا إلى الفنان زكي طليمات مؤسس المعهد العالي للتمثيل الذي تقدمت إليه فاتن حمامة عام 1944م، وساهم زكي في تخليص فاتن حمامة من مشكلة كانت ستصبح عقبة في طريق نجوميتها، حيث كانت مصابة بلثغة من نوع خاص حيث كانت تنطق حرف الراء غينًا مثل الفرنسيين، فساعدها طليمات علي التخلص من تلك اللثغة.
أما بالنسبة ليوسف وهبي فقد ساهم بشكل كبير في سطوع فاتن حمامة وتألقها في السينما، حيث يقول محمد وهبي ابن شقيق يوسف وهبي: «كان والد فاتن حمامة هو وكيل المدرسة السعيدية الثانوية التى كنت أدرس بها، وعندما علم أن عمي يوسف وهبي، أبلغني برغبة ابنته في التمثيل، وبالفعل اصطحبتها معى عند عمى،  ومن أول دور ظهرت موهبتها الفذة وانطلقت في عالم السينما».
لاحظ يوسف وهبي موهبة فاتن حمامة فأشركها معه في أول بطولة لها في حياتها وذلك في فيلم ملاك الرحمة 1946م من تأليف وإخراج يوسف وهبي، وكان عمرها 15 سنة فقط، ثم شاركت في فيلم القناع الأحمر 1947م من تأليف وإخراج يوسف وهبي ولكنه لم يشارك فيه.
وإجمالًا شاركت فاتن حمامة يوسف وهبي في 6 أفلام هي ملاك الرحمة، بيومي أفندي، كرسي الاعتراف، المهرج الكبير، بنت الهوى، الحب الكبير.

#### أنور وجدي
يعد أنور وجدي أحد أهم الممثلين المصريين، وفتى الشاشة الأول في أواخر أربيعينيات وبداية خمسينيات القرن الماضي، ويعود الفضل ليوسف وهبي في دخول أنور عالم التمثيل، حيث أراد أنور وجدي أن يكون ممثلًا فطرده والده من المنزل عندما علِم أنه يريد التمثيل، ومع ذلك لم يتراجع. لم تنجح محاولاته الحثيثة للسفر إلى هوليوود، فقرر الذهاب إلى شارع عماد الدين بحثًا عن فرصة بين النجوم، وكان يقف بالساعات في كواليس مسرح فرقة رمسيس في انتظار يوسف وهبي، على أمل أن يوافق على ضمه للفرقة، وبعد محاولات عديدة توسط له ريجيسير الفرقة قاسم وجدي، وأصبح أنور مساعدًا لوهبي، يسلم مواعيد العروض والبروفات للفنانين، وبعد وقت قصير شارك في العروض المسرحية بأدوار صامتة في البداية، ثم كومبارس متكلم، وأدوار ثانوية، وكان أول ظهور له في مسرحية «يوليوس قيصر»، عام 1922، نظير أجر شهري 4 جنيهات، مكنه من الحصول على غرفة مشتركة ليسكن فيها مع رفيق البدايات عبد السلام النابلسي.فكانت بداية أنور وجدي المسرحية على يد يوسف وهبي.
كما كانت بدايته السينمائية أيضًا علي يد يوسف وهبي، حيث شهد عام 1932 انطلاقة وجدي في السينما، حيث استعان به يوسف وهبي في عدد من الأفلام، التي كان يقوم بإنتاجها وإخراجها وتأليفها وتمثيلها، وأسند له بعض الأدوار الثانوية، بدايةً من فيلم أولاد الذوات عام 1932، ثم الدفاع عام 1935.وعمومًا شارك أنور وجدي يوسف وهبي في 6 أفلام هي أولاد الذوات، الدفاع، ليلي بنت الريف، غرام وانتقام، غزل البنات، حبيب الروح.
من المواقف الطريفة بينهما أن وجدي أثناء عمله في فرقة رمسيس قد نال صفعة قوية على وجهه من يوسف وهبي، حين تأخر في نقل قطعة ديكور في إحدى المسرحيات بوصفه عامل إكسسوار، وتكررت أخطاؤه حتى خصم منه وهبي 15 جنيهًا، وبعد أكثر من ربع قرن أنتج وجدي فيلم «غزل البنات»، الذي استعان فيه بوهبي نظير أجر 1000 جنيه، لكنه أعطاه 985 فقط، مذكرًا إياه بمبلغ الخصم.

#### عبد الحليم حافظ
كان اكتشاف المطرب الشهير عبد الحليم حافظ علي يد الإذاعي حافظ عبد الوهاب، الذي سمح له باستخدام اسم حافظ بدلًا من اسمه الحقيقي عبد الحليم شبانة، ولكن كانت شهرة عبد الحليم وتقديمه للجماهير علي يد يوسف وهبي، ففي أثناء تقديم يوسف بك وهبي إحدى الحفلات الغنائية بمناسبة إعلان الجمهورية المصرية 1953م، كان من المقرر تقديم الفنانة صباح لوصلتها الغنائية في تمام الساعة الحادية عشرة مساءً، ولكنها أبلغت عميد المسرح العربي هاتفيا بأنها موجودة في أستوديو مصر، وأنها سوف تتأخر 10 دقائق عن موعد طلوعها على المسرح، ولأن وهبي كان شديد الدقة في تنظيمه ومواعيده، ظل يبحث بين الموجودين عن البديل الذي يملأ فراغ صباح في الدقائق العشر، فوجد حينها الشاب عبد الحليم شبانة ليسأله إن كان قادرًا على تقديم أغنية للجمهور، فأجاب بنعم، واقترح تقديم أغنيته التي لم تكن معروفة آنذاك «على أد الشوق»، فسأل وهبي الفرقة الموسيقية إن كانت تعرف تلك الأغنية، فوجد بعض العازفين يعرفونها، فقدم يوسف وهبي عبد الحليم قائلًا:«ونحن نحتفل بميلاد الجمهورية نحتفل أيضًا بميلاد مطرب جديد، سيكون له شأن كبير إن شاء الله في الغناء العربي هو عبد الحليم حافظ»، وبالفعل صعد حليم على المسرح وقدم أغنيته، التي كانت بداية طريقه في عالم النجومية، وفق ما أوضح وهبي في لقاء تليفزيوني نادر.

#### فريد شوقي
كان ليوسف وهبي دور كبير في ظهورفريد شوقي، أحد أهم الممثلين في تاريخ السينما المصرية حيث بدأ الفنان الراحل فريد شوقي حياته الفنية في فترة الأربعينات في فرقة يوسف وهبي (فرقة رمسيس)، ولعب دور كومبارس في عدد من مسرحياتها، كما كان أول ظهور له علي شاشة السينما في فيلم ملاك الرحمة عام 1946، من تأليف وإخراج يوسف وهبي وبطولته بالاشتراك مع فاتن حمامة.فمهد هذا الفيلم الطريق لفريد شوقي لينطلق في عالم السينما والمسرح ويقدم طوال حياته الفنية 380 عملًا فنيًّا.

#### نور الهدى
يعتبر يوسف وهبي صاحب الفضل الأول في ظهور المطربة والممثلة اللبنانية نور الهدى، حيث تعرف عليها في إحدى رحلاته بلبنان عام 1942م فأُعجب بموهبتها، ووقع معها عقدًا لمدة 5 سنوات، واصطحبها معه إلى القاهرة مع والدها، وهو من أطلق عليها اسم نور الهدى بدلًا من اسمها الحقيقي (ألكسندرا نقولا بدران)، وأعطاها وهبي الفرصة لإظهار موهبتها في الغناء والتمثيل، في فيلم جوهرة عام 1943م، الذي شاركها فيه البطولة، وكان من تأليفه وإخراجه، ثم شاركها أيضًا بطولة فيلم برلنتي عام 1944م من تأليفه وإخراجه، فمهد لها يوسف وهبي طريق الشهرة، وشاركت بعد ذلك في العديد من الأفلام وصل عددها إلى 27 فيلمًا مع عمالقة الغناء والتمثيل مثل محمد عبد الوهاب ومحمد فوزي وفريد الأطرش وحسين صدقي ومحمود ذو الفقار ومحسن سرحان وكمال الشناوي وعماد حمدي وزكي رستم وغيرهم.

## حياته الشخصية

### زوجاته
تزوج يوسف وهبي في حياته ثلاث مرَّات ولم يُرزق بأي ابن أو ابنة.

#### إلينا لوندا
في عام 1922م أثناء فترة دراسة يوسف وهبي في إيطاليا حيث التحق بمسرح (إيدن) في ميلانو، ثم معهد التمثيل في روما التقي بالممثلة الايطالية إلينا لوندا وعاش معها قصة حب طويلة تكللت بالزواج، وكان عمره حينها 24 عاما، فاستطاعت أن تصقل مواهبه السينمائية وانتقل من أدوار الكومبارس إلي الأدوار الثانوية، حتي عاد إلي القاهرة واستمر زواجهما لمدة أربع سنوات الي أن انفصلا عام 1925م بسبب غيرتها الشديدة لارتباطه بعزيزة أمير التي تقاسمت معه أدوار البطولة وظهرت معه في الموسم الرابع في فرقة رمسيس عامي 1925م-1926م، وكانت لوندا قد دخلت علي يوسف وعزيزة أمير المسرح شاهرة مسدسها مهددة بالقتل إن لم تغادر عزيزة المسرح وهكذا هربت عزيزة من المسرح بلا رجعة، لذلك سافرت زوجة يوسف وهبي إلي جنو، ومن هناك أرسلت اليه محاميًا يطالبه بنفقة فلم يتردد في أن يرسل إليها وثيقة الطلاق.
ويوسف وهبي نفسه يعترف في مذكراته (عشت ألف عام - مذكرات عميد المسرح المصري يوسف وهبي) التي صدرت عن دار المعارف في مصر عام 1973م مشيرًا الي النساء اللاتي حُمن حوله، أو أحطن به، أو اقتربن منه قائلًا: «مغامرات مع الجنس اللطيف تفوق حد الخيال، راغبات في خلق علاقات مع ذوي الشهرة، وفضوليات متعطشات للتذوق والتجربة، فراشات تغريها الأضواء يتساقطن في أتون النار، لكنني كثيرًا كنت ضحية للمغريات.
أنا لا أدعي أنني كنت قديسًا أو راهبًا في محراب، أو متصوِّفًا، أو معصومًا من الخطأ والشهوات، لكنني - كغيري أيام الشباب والفتوة - كنت أستجيب أحيانا للإغراء والجمال في شيء من النهم. لكنني لم أشرب الخمر ولم أتعاطَ المخدِّرات، ولم أرتكب موبقات سوي حبي السابق للقمار الذي سلبني عشرات الألوف».

#### عائشة فهمي
كان يوسف وهبي يدعو عائشة فهمي إلى السهرات التي كان يقيمها في منزله ويدعو إليها المقربين منه مثل محمد عبد الوهاب وفكري أباظة وزكي طليمات، وكان يرفض أن يعلن عن وجود أي علاقة خاصة بينهما بل كان يقدمها كصديقة للعائلة، مستغلًّا الصداقة المعروفة بين والده عبد الله باشا وهبي ووالدها علي باشا فهمي، فكانت علاقة حبهم سرًّا لا يعلمه إلا المقربون منهم مثل الموسيقار محمد عبد الوهاب الذي شجع يوسف وهبي علي الزواج منها، ولكن كانت هذه الفكرة في البداية بعيدة عن ذهن يوسف وهبي الذي كان لا يعاني من فشل زواجه الأول، فاقترح عليه محمد عبد الوهاب السفر خارج مصر للتفكير في إعادة ترتيب حياته بهدوء، فرحب يوسف بالفكرة وبدلًا من السفر بمفرده قرر أن يسافر مع عائشة إلى لندن ليصبح قريبًا منها أثناء النظر في قضية مقتل شقيقها علي فهمي الذي قتلته زوجته الفرنسية من أجل الحصول على أمواله والهروب بها مع عشيقها، وكانت كل الأدلة والمستندات تثبت إدانتها، ومع ذلك أصدر قاضي محكمة أولد بايلي حكمه بالبراءة على مارجريت ميلر، وكان هذا الحكم بمثابة صدمة للمجتمع المصري الذي ثار ضده فتصدرت الصحفَ عناوينُ تنتقد زواج المصريين من الأجنبيات، مما مهد ليوسف وهبي تأليف روايته أولاد الذوات والتي صنع منها بعد ذلك أول فيلم عربي ناطق حمل نفس اسم الرواية، ثم بدأت قصة زواجه من عائشة فهمي الثرية عندما أوشك على الإفلاس فتدخلت هي لإنقاذ مسرح رمسيس وساعدته على النهوض من جديد والقيام بجولات عرض فيها مسرحياته في سوريا ولبنان والأردن وفلسطين وليبيا وتونس والسودان والبرازيل والأرجنتين ثم في باريس وكانت عائشة فهمي تصحبه في كل هذه الرحلات وكانت متزوجة من طبيب اضطرت إلى منحه عشرين ألف جنيه وكان هذا مبلغًا مهولًا في هذا الوقت وتنازلت له عن مساحة أرض كبيرة مقابل أن يطلقها لتتزوج يوسف وهبى، وفي باريس تزوج يوسف وهبي من عائشة فهمي وكانت أغني سيدة في مصر وتكبره بستة عشر عاما، حيث أعدت هي كل شيء لعقد القران حيث اتفقا على أن يكون الزواج في باريس بعيدًا عن أعين المتطفلين وكاميرات الصحف، وحضر الزفاف عدد قليل من المدعوِّين وهم المقربون جدًّا من الزوجين مثل شقيق يوسف وهبي إسماعيل وزوجته، وصديقه المخرج محمد كريم، كما دعت عائشة صديقة واحدة فقط هي سعيدة منصور ابنة منصور باشا يوسف وزوجة عبد الشافي بك المغازي، وكان عمرها 20 سنة وكانت عائشة هانم تعتبرها ابنتها، وبعد ذلك أعدت عائشة لزوجها مفاجأة سعيدة وهي وجود صديقه المطرب والموسيقار الكبير محمد عبد الوهاب الذي جاء ليهنئه بزواجه وغني له مع فرقته الموسيقية أجمل أغانيه العاطفية حينها مثل (جفنه علَّم الغزل) و (جارة الوادي)، وتم الزواج ثم مضت الأيام ويقول يوسف وهبي: «استمر النجاح حليفنا ثم بدأت عوامل الغيرة تتكشف في خلق السيدة عائشة زوجتي لحد مراقبة حركاتي وسكناتي وبعد أن كانت تبدي مظاهر التشجيع لفني ومسرحي انقلب الحال فأصبحت تضيق ذرعًا لانعكافي علي التأليف والتمثيل والإخراج وحولت حياتي إلي جحيم لا يُطاق».هجر يوسف وهبي قصر عائشة فهمي الموجود على النيل في الزمالك دون أن يحمل معه شيئا من ملابسه، ولم يكن في جيبه غير خمسين جنيهًا، فأرسلت إليه عائشة هانم تعرض أن يعود إليها علي أن تقتطع من أرضها الخصبة في صعيد مصر خمسمائة فدان تكتبها باسمه، ورفض يوسف وهبي وقام برحلة خارج البلاد عاد بعدها ليجد أن السيدة عائشة قد رفعت عليه دعوي نفقة وأوقع محاميها الحجز علي مدينة رمسيس وظلت تلاحقه حتي استطاعت أن تشهر افلاسه.
وأمام الأزمة الحادَّة التي واجهته ذهبت أمينة رزق زميلته في مسرح رمسيس إلى عائشة فهمي وطلبت منها باسم الحب الذي جمع بينها وبين يوسف أن تترفق به وتوقف الدعوات القضائية المرفوعة ضده، لكن الأمر كان قد خرج من يدها حيث تولى أهلها مهمة الانتقام من يوسف وهبي، لكنها وعدتها بعدم تقديم الكمبيالات التي وقعها يوسف لها بشكل شخصي إلى المحكمة، وأحضرت تلك الكمبيالات ومزقتها وهي تبكي أمام أمينة رزق التي انهارت هي الأخرى بالبكاء.

#### سعيدة منصور

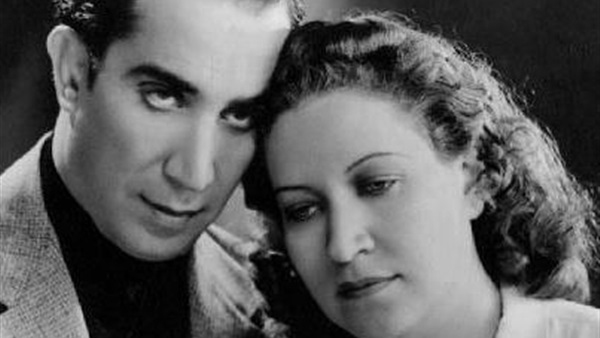
يوسف وهبي مع زوجته سعيدة منصور.

كانت بداية معرفة يوسف وهبي بسعيدة منصور هي حضورها في حفل زفافه على عائشة فهمي، وكانت-بشهادة يوسف وهبي- تحاول الإصلاح بينه وبين زوجته دون جدوى، وبعد طلاقه من عائشة نشأت قصة حب بينه وبين سعيدة على الرغم من أنها كانت متزوجة من عبد الشافي بيه المغازي وكانت من عائلة ثرية، ومع ذلك أحبت رجلًا في ظروف مالية صعبة وأشهر إفلاسه، وسافرت معه إلى الإسكندرية وتلقى يوسف تهديدات من زوجها وإخوتها، ولكن لم يتخلَ عنها، فكان لهما ما أرادا وتم طلاقها من زوجها، وتزوجها يوسف وهبي، وعرف معها الاستقرار فاستمر معها حتى وفاته عام 1982م، واستطاع أن يبدأ نشاطه الفني من جديد ويستعيد مجده ويسدد ديونه، ويحول دار سينما بيجال في وسط القاهرة إلى مسرح يسع ألف متفرج وعادت فرقة رمسيس من جديد.وعلى الرغم من نزوات يوسف وهبي وخيانته لها في بعض الأحيان إلا أنها كانت تتجاهل وتغفر وتتناسى؛ لأنه -على حد قولها- كان دائمًا يعود إليها نادمًا مستغفرًا.

### قصره
عاش يوسف وهبي مع زوجته عائشة فهمي في قصرها الكبير في الزمالك الذي كان قد بناه أخوها علي، وبعد وفاته اشترته هي كاملًا من ورثته، وبعد طلاقه منها قرر أن يبني قصرًا لنفسه يعيش فيه مع زوجته الجديدة سعيدة منصور فبنى قصرًا عظيمًا في منطقة الهرم عاشا فيه بقية عمرهما، حيث تقول د.لوتس عبد الكريم الصديقة المقربة من العائلة في كتابها السيرة الأخرى لأسطورة المسرح يوسف وهبي: «أما في القاهرة فقد زرت سكنهما الفاخر في أوج جماله الذي بدأ ينحدر رويدًا رويدًا حتي زرتهما عندما أوشك أن يتلاشي.
كان هذا البيت بدفئه الاسطوري وثرائه التاريخي وعراقة اللمسات في كل ركن فيه يذكرني بأيام مصر الحلوة فأتنفس فيه الراحة من الضوضاء والزحام والتلوث خارج النفوس وداخلها.
كنت أزورهما لأنعم بالجمال في الذوق و الحديث والتصرفات كقصور الملوك كان سكنهما بإحدي ضواحي الهرم فوق أرض واسعة محاطة بالأشجار والبوابات الضخمة بني عميد المسرح أربع فيلات. إحداهما حديثة (مودرن) علي الطراز الأمريكي المريح، وكانت تسكنها أخيرًا عايدة ابنة زوجته الكبري، والثانية أنيقة (روستيك) علي الطراز الفرنسي، كل ما بها أثري (أنتيك) وكانت تخص يوسف وهبي وحده بها لوحات مسرحياته وأركان تذكارية لفنه بديعة ثمينة كان يقضي بها سهراته وأمسياته الفنية الحافلة إبَّان شهرته، والثالثة كانت علي النظام الانجليزي القديم، وهي تخص الأسرة وكل من زارهم، أما الرابعة الكبري فكانت لإقامة أصحاب المنزل مؤثثة في ذوق رفيع المستوي لا تقل عراقة عن قصور الملوك ترفًا. يمتد بين الفيلات الأربع حمام سباحة عريض في ظل الورود والأشجار.
وقد شاهدت السكن في أوج روائه وأناقته، ولا أنسي أبدًا البوابة الحديدية الضخمة المزركشة حين تفتح لي علي مصراعيها والحراس النوبيون و(نجفة )الخادمة السودانية تستقبلني في مدخل الفيلا.
ولا أنسي الحفلات الخطيرة والعميد في أواخر أيام مجده بالسبعينيات.. الموائد الممتدة بين الأشجار والمأكولات الفاخرة والشراب والخدم يروحون ويغدون في المكان الأسطوري الرائع.
كل هذا ذهب واندثر.. وانتقلت الأسرة في السنوات العشر الأخيرة من عمر العميد إلي الفيلا الوسطي البسيطة وبقيت بها الزوجة حتي وفاتها.
ذهب المجد وأقفر المكان من رواده وتغير كل شيء فأما البوابة الحديدية الضخمة استبدلت بحجرين كبيرين يرفعهما أحد العمال الواقفين إذا دخلت لزيارتهما أو دخلت إحدي السيارات».

### هواياته ومعتقداته

#### لعب القمار والرهان على سباقات الخيل
علاقات وهبي النسائية لم تكن الشيء الوحيد الذي أتعب زوجته، بل كان يوجد شيء أكثر إيذاءً لروحها، وهو إدمانه لعب القمار أو «البوكر» ورهانه على سباقات الخيل وخسائره الفادحة التي بدد فيها أمواله في سنواته الأخيرة.
وبحسب ما نقلت الكاتبة لوتس عبد الكريم في كتابها عن وهبي، أنها سافرت معه وزوجته سعيدة إلى أماكن كثيرة في سويسرا وفرنسا ولبنان وإنغلترا، وذهبت معها لترى يوسف وهبي في حلبات السباق من باب الفضول، فكان لا يملُّ من لعب القمار والرهان في سباقات الخيل والكلاب، وكانت تراقبه وهو يخسر الجولة بعد الجولة، ثم يكسب ثم يخسر إلى أن يخسر كل ما معه ويلعب بأموال زوجته.وفي سنوات عمر وهبي الأخيرة، كان لا يملك شيئًا من الثروة الكبيرة التي حققها، فكانت ثروة زوجته هي التي حفظت له مظهره حتى آخر يوم.

#### الإيمان بالخوارق
كان يوسف وهبي من أكثر الفنانين الذين يؤمنون بعالم تحضير الأرواح، بل إنه كان يعالج نفسه بها، وكان مؤمنًا بالأرواح ورسائل العالم الأخر.وقد قالت الكاتبة لوتس عبد الكريم في كتابها عن وهبي أنها كانت تذهب معه لجلسات تحضير الأرواح، وتسمع وتحاول أن تفهم كل ما تهمس به، وفي لندن عام 1961 وقع ليوسف وهبي ما هو أغرب، حيث أجري له الدكتور (تانر9 أشهر جراح في مستشفي «لندن كلينيك»، جراحة لإزالة المرارة، وما إن مضي يومان حتي أخبره الجراح أن الجرح قد أصيب بصديد ولابد من المسارعة في علاجه خشية التسمم، وبدءوا يغلسون الجرح بالمطهرات ودخل هو في شبه غيبوبة.وتضيف لوتس على لسان يوسف وهبي أنه زاره سير إنجليزي نائبًا عن «هاري إدوارد»، الطبيب الروحي الشهير وتلمَّسَ الجُرح من الخارج بيد مرتجفة، وشعر وهبي بعدها بأنه كمن مسَّه تيار كهربائي، وفي تلك الليلة أخبرته الممرضة المعالجة أنه لم يعد هناك أثر للصديد.
وقد قال يوسف وهبي : «أعلم أن هناك من لا يؤمن بوقوع هذه الخوارق.. فقلت إن الخوارق لا يصدقها إلا من رآها رؤي العين»

## نظرة على حياته
كان أبوه يريده أن يصبح فلاحا مثله، ولكن عشقه للتمثيل دفعه بعيدا تماما عن هذا الطريق، ووسط دهشة عائلته كلها التحق بالسيرك للعمل كممثل، وهكذا انتقل من أعلى طبقة في المجتمع إلى أدنى طبقة وهي طبقة «المشخصاتية» التي لم يكن معترف بشهادتها أمام محاكم الدولة في ذلك الوقت.
وكرد فعل طبيعي «للعار» الذي لحق بسمعة عائلته من جراء فعلته قام والدة بطرده من بيت العائلة، وألحقه بالمدرسة الزراعية في محاولة منه «لإصلاحه وتهذيبه».
لم يستجب يوسف وهبي وهرب إلى إيطاليا لتعلم المسرح ولكي يهرب من ملاحقة عائلته قام بتغيير اسمه إلى «رمسيس»، ولم يعد إلى مصر إلا بعد أن وصله خبر وفاة والده الباشا الذي توفي وترك له ولأخوته ثروة كبيرة.
بعد أن تسلم هذه النقود قام يوسف وهبي بإنشاء فرقة مسرحية خاصة وأطلق عليها فرقة رمسيس، وقرر أن يقدم بها شيئا مختلفا عن مايقدمه مشاهير المسرح في ذلك الوقت (علي الكسار ونجيب الريحاني) بعد أن قام بدراسة أعمالهم دراسة متأنية، وأطلق علية في تلك الفترة من بداياته لقب «رسول العناية الإلهية» الذي سوف ينهض بفن التمثيل في مصر.
وبعد بداية قوية في المسرح دخل يوسف وهبي إلى السينما متأخرا قليلا وذلك بسبب إعطاءه المسرح الجزء الأكبر من اهتمامه، وبسبب آخر أهم وهو العداء الذي نشأ بينه وبين الصحافة والرأي العام عندما قرر تجسيد شخصية النبي «محمد» على شاشة السينما، وهو ما أثار حفيظة الجمهور والنقاد بل والعاملين بالمجال السينمائي نفسه.
بعد أن هدأت هذه الأزمة بدأ يوسف وهبي في الإعداد مع المخرج محمد كريم لفيلم روائي طويل وهو فيلم «زينب»، على أن يقوم هو بإنتاجه ويقوم محمد كريم بالإخراج. ثم أتفق مع محمد كريم بعد ذلك على صناعة أول فيلم مصري ناطق وهو فيلم «أولاد الذوات» الذي حقق نجاحا ساحقا، فقام يوسف وهبي بكتابة ثاني أفلامه وهو «الدفاع» 1935 واشترك في إخراجه مع نيازي مصطفى، ثم كان الفيلم الثالث «المجد الخالد» 1937 الذي قام فيه بالكتابة والتمثيل والإنتاج والإخراج.
عمل بعد ذلك يوسف وهبي كمؤلف لثلاثة أفلام متتالية «ليلة ممطرة» «ليلى بنت الريف» و«ليلى بنت مدارس» كلها من إخراج توجو مزراحي، وبعد نجاحهم جميعا قام يوسف وهبي بإخراج فيلم «غرام وأنتقام» الذي قام فيه بدور العاشق صغير السن، رغم كونه قد بلغ من العمر حينئذٍ السادسة والأربعين تقريباً.
وقد حصل بسبب إحدى أغاني هذا الفيلم على لقب «بك» لأنها كانت تمجد في ذات العائلة المالكة. حصل يوسف وهبي أيضا على وسام تقدير من مجلس قيادة الثورة ودرجة الدكتوراة الفخرية عن مجمل عطاءه للفن المصري.
في عام 1979 قام يوسف وهبي بتمثيل دور اليهودي العجوز الذي يعشق مصر بعد أن عاش كل حياته بها وذلك في فيلم إسكندرية... ليه؟، وهي المرة الأولى التي يقوم فيها ممثل بأداء شخصية اليهودي بعد ثورة 1952، وقد أظهر في هذه الشخصية إحساس مرهف مدعم بخبرة سنين طويلة من الإبداع والفن.

## وفاته
توفي في 17 أكتوبر عام 1982 بعد دخوله لمستشفى المقاولون العرب اثر اصابته بكسر في عظام الحوض نتيجة سقوطه في الحمام، توفي أثناء العلاج إثر إصابته بسكتة قلبية مفاجئة، وكان إلى جواره عند وفاته زوجته، وقد ودعه محبو فنه بعد حياة حافلة بالإبداع، وتخليداً لذكراه تكونت في مسقط رأسه الفيوم جمعية تحمل اسمه هي «جمعية أصدقاء يوسف وهبى»، وأقيم له تمثال أمام مقر هذه الجمعية بحي الجامعة بالفيوم على رأس الشارع الذي يحمل اسمه.

## أفلامه
| - أولاد الذوات 1932م. - الدفاع 1935م. - المجد الخالد 1937م. - ساعة التنفيذ 1938م. - في ليلة ممطرة 1939م. - ليلى بنت الريف 1941م. - ليلى بنت المدارس 1941م. - عاصفة على الريف 1941م. - عريس من إسطنبول 1941م. - أولاد الفقراء 1942م. - بنت ذوات 1942م. - الطريق المستقيم 1943م. - جوهرة 1943م. - غرام وانتقام 1944م. - سيف الجلاد 1944م. - ابن الحداد 1944م. - برلنتي 1944م. - سفير جهنم 1945م. - الفنان العظيم 1945م. - بنات الريف 1945م. | - ضحايا المدينة 1946م. (تأليف) - شمعة تحترق 1946م. - ملاك الرحمة 1946م. - يد الله 1946م. - ضربة القدر 1947م. - القناع الأحمر 1947م. (تأليف وإخراج) - شادية الوادى 1947م. - رجل لا ينام 1948م. - كرسي الاعتراف 1949م. - بيومي افندي 1949م. - غزل البنات 1949م. - أمينة 1949م. - الأفوكاتو مديحة 1950م. - أولاد الشوارع 1951م. - حبيب الروح 1951م. - ناهد 1952م. - المهرج الكبير 1952م. - بيت الطاعة 1953م. - بنت الهوى 1954م. - حياة أو موت 1954م. | - أسعد الأيام 1954م. - عهد الهوى 1955م. - بحر الغرام 1955م. - قناع توت عنخ آمون 1955م، - الملاك الصغير 1957م. - حبيبي الأسمر 1958م. - مفتش المباحث 1959م. - مولد الرسول 1960م. - مال ونساء 1960م. - شجرة العائلة 1960م. - الناس اللي تحت 1960م. - إشاعة حب 1960م. - الخيانة العظمى 1962م. - أيام زمان 1963م. - اعترافات زوج 1964م. - القاهرة 30 1966م. - نورا 1967م. - كيف سرقنا القنبلة الذرية1968م - شنبو في المصيدة 1968م. - الحب الكبير 1968م. | - دلع البنات 1969م. - ميرامار 1969م. - الحلوة عزيزة 1969م. - عصابة النساء 1970م. - موعد مع الحبيب 1971م. - عشاق الحياة 1971م. - عالم الشهرة 1971م. - صبيحة 1971م. - الاختيار 1971م. - أزمة سكن 1972م. - زمان يا حب 1973م. - البنات لازم تتجوز 1973م. - البحث عن فضيحة 1973م. - حكايتي مع الزمان 1974. - الرداء الأبيض 1974. - البؤساء 1978. - إسكندرية ليه ؟ 1978م. - دماء على الثوب الوردي 1981. - السلخانة 1982م. |

## مسرحياته
| - عطيل. - المسترفو. - سر الحاكم بأمر الله (تأليف على أحمد باكثير). - الكوكايين. - يوليوس قيصر. - الطمع. - الدنيا مسرح كبير. - المائدة الخضراء. - بيومى أفندى. - حب عظيم. - هاملت. - أولاد الفقراء. - اليتيمان. - الاستعباد. - نحن وانتم. - بنات الريف. - واحد يساوى اثنين. - كرسى الاعتراف. - راسبوتين. - غادة الكاميليا. - الذبائح. - أولاد الذوات. | - أولاد الشوارع. - بنت مدارس. - ابن الفلاح. - ناكر ونكير. - الموت المدني. - حدث ذات ليلة. - البحار المزيف. - لويس الحادي عشر. - كليوباترا. - الأدب + ليبونار. - الجريمة والعقاب. - المجنون. - المرأة المقنعة. - الدم. - متى تتزوج. - عريس في علبة. - شجرة الدر. - دافيد كوبرفيلد. - الذهب. - التاج والفضيلة. - أوبريت العشرة الطيبة. |

## الجوائز التقديرية والمناصب
- منحه الملك فاروق الأول رتبة البكوية.
- وسام الاستحقاق من الطبقة الأولى عام 1960.
- جائزة الدولة التقديرية العام 1970.
- انتخب نقيبا للممثلين العام 1953 وعمل مستشارا فنيا للمسرح بوزارة الإرشاد.
- حاز على جائزة الدولة التقديرية والدكتوراة الفخرية العام 1975 من الرئيس المصري أنور السادات.
- منحه بابا الفاتيكان وسام «الدفاع عن الحقوق الكاثوليكية»، وهو أول مسلم يحصل على هذه الجائزة.
- لقب عميد المسرح العربي.

## وصلات خارجية
- يوسف وهبي على موقع أرشيف الشارخ.
- يوسف وهبي على موقع IMDb (الإنجليزية)
- يوسف وهبي على موقع الموسوعة البريطانية (الإنجليزية)
- يوسف وهبي على موقع قاعدة بيانات الأفلام العربية
- يوسف وهبي على موقع ألو سيني (الفرنسية)
- يوسف وهبي على موقع قاعدة بيانات الفيلم (الإنجليزية)
- يوسف وهبي على موقع كينوبويسك (الروسية)
- موقع يوسف وهبى | فنان الشعب وعميد المسرح والسينما العربية